# Lista de tornados no Brasil (1800-2024)

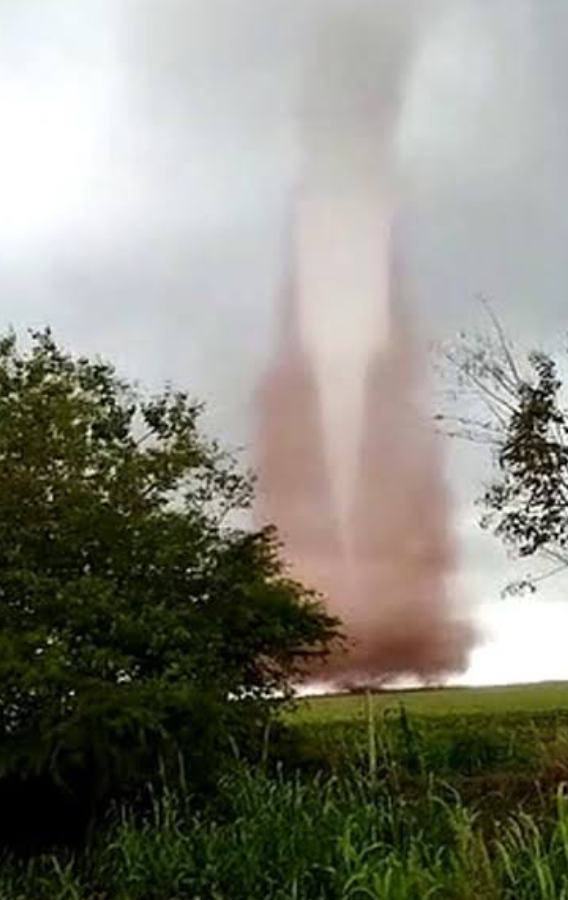
Tornado em Planaltina, no Distrito Federal, em 6 de dezembro de 2022

Este artigo documenta tornados, incluindo ondas de tornados que ocorreram no Brasil desde o século XIX (por Unidade Federativa) até o ano de 2024. Em épocas antigas, os registros desses eventos convectivos são subestimados devido a escassez de dados. Gustnados também são documentados, apesar de serem fenômenos diferentes.

## Medição
Contrário a crença popular de que tornados não ocorrem no Brasil, a Bacia do Rio da Prata é caracterizada por uma média atividade tornádica e altíssima atividade de convecção muito severa (rajadas descendentes intensas >120 km/h, precipitações torrenciais, bow-echoes/derechoes e granizo largo >5 cm). Essa região inclui países como a Argentina, Centro-Sul da Bolívia, todo o Centro-Sul do Brasil, Uruguai e Paraguai.
A frequência anual de tornados na Bacia do Rio da Prata é desconhecida. Porém, a frequência de tempestades convectivas severas foram estimadas em mais de 400 horas (>17 dias) por ano em toda essa região, a maior do mundo em frequência (desconsiderando intensidade). Não há evidências concretas de que a região da Bacia do Rio da Prata seja a "segunda região" em tornados no mundo, com mais evidências e estudos marcando o leste, sudeste e nordeste da China (108 ±44 tornados por ano, 4763 tornados registrados de 1948-2012) como tendo uma maior frequência de eventos tornádicos. A frequência de ambientes tornádicos pode ser considerada a "segunda maior do mundo", mas a quantidade de tornados em cadeia para cada um desses ambientes é muito baixa. Mesmo assim, tornados na região da Bacia do Rio da Prata já foram pesquisados como eventos excepcionalmente severos e de longa duração (situação similar ao "Dixie Alley"), aos comparados de outras regiões, como Europa, Austrália, Bangladesh, África do Sul e leste da China.
Adicionalmente, um estudo publicado pela Universidade Harvard apresentou uma teoria da razão da América do Sul ter uma baixa frequência de eventos tornádicos, mas uma alta frequência de tempestades severas. A teoria explica que a "aspereza" da superfície da Floresta Amazônica e do Planalto Central causa uma diminuição no cisalhamento vertical e vorticidade próximo a superfície do solo, suprimindo o potencial tornádico na Bacia do Rio da Prata. O autor também nota que a região dessa bacia poderia ter uma frequência semelhante de tornados violentos aos da América do Norte, se não fosse por essa limitação. O estudo também nota que o desmatamento da Amazônia e o processo de mudanças na aspereza do Planalto Central (erosão, ação humana, etc), são um dos principais catalisadores para o aumento intensivo de tornados nessa região.
A "Radiosonda" (GFS, WFR, ECMWF, ICON, HRRR, NAM) é a principal ferramenta utilizada nos EUA, Brasil e no mundo inteiro, para prever o risco de tempestades convectivas severas, downbursts, super-células e tornados. No Brasil e na América do Sul, está disponível na versão GFS/WRF/ECMWF nos serviços como Sigma Meteorologia e MetSul Meteorologia.

## Base de dados oficial
De acordo com a base de dados da PREVOTS, há 321 registros de danos por tornados (incluindo tromba-d'águas) em todo território brasileiro entre junho de 2018 até junho de 2023.

## Observações
- "FU" são usados para eventos que não foram classificados, ou de intensidade desconhecida.
- A escala EF (Escala Fujita melhorada), apesar de ser usada na China, Canadá, França e Estados Unidos, ela ainda não é usada em nenhum país da América do Sul.
- '~' indica que tal elemento é estimado.

### Classificação da Intensidade dos Tornados

#### Escala Fujita
| F0          | F1           | F2           | F3           | F4           | F5           |
| 60–110 km/h | 120–170 km/h | 180–240 km/h | 250–320 km/h | 330–410 km/h | 420–510 km/h |
| ----------- | ------------ | ------------ | ------------ | ------------ | ------------ |

## Catálogo total de eventos
| Não Classificado | F0 | F1 | F2 | F3 | F4 | F5 | Total |
| ---------------- | -- | -- | -- | -- | -- | -- | ----- |
| 341              | 51 | 76 | 51 | 31 | 4  | ?  | 554   |

## Alagoas
| Data       | Área               | F# | Óbitos | Feridos | Impacto                                                                                               | Notas/Fontes |
| ---------- | ------------------ | -- | ------ | ------- | --- | ------------ |
| 2024       |                    |    |        |         | |              |
| 22/02/2024 | Estrela de Alagoas | F1 | 0      | 0       | - Algumas residências parcialmente destruídas. - Produzido de uma super-célula de baixa precipitação. | [ 6 ]        |

## Amapá
| Data       | Área                                        | F# | Óbitos | Feridos | Impacto                                                                                  | Notas/Fontes  |
| ---------- | ------------------------------------------- | -- | ------ | ------- | ---------------------------------------------------------------------------------------- | ------------- |
| 2006       |                                             |    |        |         |                                                                                          |               |
| 27/02/2006 | Macapá                                      | FU | 0      | 0       | - Centenas de famílias desabrigadas; Muitas casas, postes, escolas e árvores destruídas. | [ 7 ]         |
| 2020       |                                             |    |        |         |                                                                                          |               |
| 26/11/2020 | Macapá (Fortaleza de São José/Rio Amazonas) | FU | 0      | 0       | - Observado e recordado em vídeos.                                                       | Tromba-d'água |
| 2022       |                                             |    |        |         |                                                                                          |               |
| 20/09/2022 | Macapá (Rio Amazonas)                       | FU | 0      | 0       | - Observado e registrado em câmeras.                                                     | Tromba-d'água |
| 20/09/2022 | Macapá (Rio Amazonas)                       | FU | 0      | 0       | - Observado e registrado em câmeras.                                                     | Tromba-d'água |

## Amazonas
| Data       | Área                    | F# | Óbitos | Feridos | Impacto | Notas/Fontes  |
| ---------- | ----------------------- | -- | ------ | ------- | --- | ------------- |
| 2002       |                         |    |        |         | |               |
| 10/11/2002 | São Sebastião de Uatumã | FU | 0      | 0       | - Observado e registrado em imagens.                                                                                 | Tromba-d'água |
| 2005       |                         |    |        |         | |               |
| 26/10/2005 | Manaus                  | FU | 0      | 0       | - Tromba-d'água se iniciou sobre o Rio Amazonas e avançou sobre a terra, mas houve ocorrência de apenas danos leves. | Tromba-d'água |
| 2010       |                         |    |        |         | |               |
| 14/10/2010 | Manaus                  | F0 | 0      | 0       | - Danos em vários bairros foram registrados.                                                                         | [ 7 ]         |

## Bahia
| Data       | Área                          | F# | Óbitos | Feridos | Impacto | Notas/Fontes  |
| ---------- | ----------------------------- | -- | ------ | ------- | --- | ------------- |
| 2008       |                               |    |        |         | |               |
| 26/01/2008 | Morro de São Paulo            | FU | 0      | 0       | - Observada na zona litorânea.                                                                                 | Tromba-d'água |
| 12/02/2008 | Salvador (Praia da Paciência) | FU | 0      | 0       | - Observada na zona litorânea.                                                                                 | Tromba-d'água |
| 30/11/2008 | Coração de Maria              | FU | 0      | ~4      | - 300 desabrigados. Várias casas completamente destruídas; escolas danificadas.                                | [ 7 ]         |
| 2018       |                               |    |        |         | |               |
| 08/09/2018 | São Francisco do Conde        | FU | 0      | 0       | - Várias residências danificadas. - Tornado do tipo não-supercelular (landspout).                              | [ 10 ]        |
| 2020       |                               |    |        |         | |               |
| 22/01/2020 | Salvador                      | F0 | 0      | 0       | - Várias residências danificadas e danos no teto de um teatro. - Tornado do tipo não-supercelular (landspout). | [ 10 ]        |
| 2021       |                               |    |        |         | |               |
| 07/11/2021 | Camaçari (Morro da Manteiga)  | FU | 0      | 0       | - Tornado do tipo não-supercelular (landspout).                                                                | [ 11 ] [ 10 ] |
| 2024       |                               |    |        |         | |               |
| 26/02/2024 | Porto Seguro                  | FU | 0      | 0       | - Tornado do tipo não-supercelular (landspout). - Casas destelhadas e danos em caixas-d'água.                  | [ 10 ]        |

## Ceará
| Data       | Área           | F# | Óbitos | Feridos | Impacto                                                 | Notas/Fontes  |
| ---------- | -------------- | -- | ------ | ------- | ------------------------------------------------------- | ------------- |
| 2006       |                |    |        |         |                                                         |               |
| 02/03/2006 | Mundaú         | FU | 0      | 0       | ?                                                       | Tromba-d'água |
| 2008       |                |    |        |         |                                                         |               |
| 05/05/2008 | Fortaleza      | FU | 0      | 0       | ?                                                       | [ 7 ]         |
| 2009       |                |    |        |         |                                                         |               |
| 11/02/2009 | Eusébio        | FU | 0      | 0       | - Danos em dois galpões de empresas locais.             | [ 7 ]         |
| 11/03/2009 | Jaguaribara    | FU | 0      | 0       |                                                         | Tromba-d'água |
| 11/03/2009 | Senador Pompeu | FU | 0      | 0       | - Queda de uma torre de internet e destruição de muros. | [ 12 ]        |
| 07/04/2009 | Itatira        | FU | 0      | 0       | ?                                                       | [ 7 ]         |
| 2011       |                |    |        |         |                                                         |               |
| 14/04/2011 | Paramoti       | FU | 0      | 0       | ?                                                       | [ 7 ]         |

## Distrito Federal
| Data       | Área                       | F# | Óbitos | Feridos | Impacto | Notas/Fontes  |
| ---------- | -------------------------- | -- | ------ | ------- | --- | ------------- |
| 2014       |                            |    |        |         | |               |
| 01/10/2014 | Brasília                   | F0 | 0      | 0       | - Tornado do tipo não-supercelular (landspout). - Downburst de um bow-echo (eco em arco) (96 km/h) produziu alguns danos no aeroporto internacional. | [ 13 ]        |
| 2022       |                            |    |        |         | |               |
| 17/09/2022 | Brasília (Samambaia Norte) | F0 | 0      | 0       | - Casas destelhadas e árvores derrubadas, e explosões de transformadores. - Tornado do tipo não-supercelular (landspout).                            | [ 14 ] [ 10 ] |
| 17/09/2022 | Brasília                   | F0 | 0      | 0       | - Observado e registrado em uma área florestal. - Tornado do tipo não-supercelular (landspout).                                                      | [ 14 ] [ 10 ] |
| 06/12/2022 | Planaltina                 | FU | 0      | 0       | - Observado e registrado em vídeos. - Tornado do tipo não-supercelular (landspout).                                                                  | [ 10 ]        |

## Goiás
| Data       | Área                                   | F# | Óbitos | Feridos | Impacto | Notas/Fontes        |
| ---------- | -------------------------------------- | -- | ------ | ------- | --- | ------------------- |
| 2010       |                                        |    |        |         | |                     |
| 09/03/2010 | Cidade Ocidental (Bairro "Jardim ABC") | FU | 0      | 0       | - Dois carros foram arremessados à 50 metros do local original. - Destelhamento de residências em construção. - Arremessou uma caixa-d'água à dezenas de metros. - É plausível que este tornado tenha se formado em uma super-célula de baixa precipitação. - Intensidade plausível em F1. | [ 7 ]               |
| 2017       |                                        |    |        |         | |                     |
| 21/11/2017 | Cristalina                             | F0 | 0      | 0       | - Tornado do tipo não-supercelular (landspout). | [ 15 ]              |
| 2017       |                                        |    |        |         | |                     |
| 15/10/2017 | Rio Verde                              | FU | 0      | 0       | - Tornado super-celular, durando mais de 10 minutos. Ocorreu na zona rural. - Vários danos relatados em uma fazenda. | [carece de fontes?] |
| 2020       |                                        |    |        |         | |                     |
| 13/12/2020 | Anicuns                                | FU | 0      | 0       | - Tornado do tipo não-supercelular (landspout). - Ocorreu em áreas agrícolas. Relatos de tratores sendo movidos do solo. | [ 16 ]              |
| 2021       |                                        |    |        |         | |                     |
| 31/05/2021 | Bom Jesus de Goiás (Brejo Bonito)      | FU | 0      | 0       | - Tornado do tipo não-supercelular (landspout). | [ 17 ]              |
| 2023       |                                        |    |        |         | |                     |
| 15/01/2023 | Anápolis                               | FU | 0      | 0       | - Muros, árvores e postes derrubados. - Casas parcialmente destelhadas. - Acompanhado de granizo. - Tornado do tipo não-supercelular (landspout). | [ 18 ] [ 10 ]       |
| 21/01/2023 | Colinas do Sul (Serra da Mesa)         | FU | 0      | 0       | - Tromba-d'agua observada em um lago. | Tromba-d'água       |

## Maranhão
| Data       | Área                         | F# | Óbitos | Feridos | Impacto | Notas/Fontes  |
| ---------- | ---------------------------- | -- | ------ | ------- | --- | ------------- |
| 2008       |                              |    |        |         | |               |
| 26/06/2008 | São Luís                     | FU | 0      | 0       | - Queda de árvores e alguns danos leves.                                                                         | [ 7 ]         |
| 2020       |                              |    |        |         | |               |
| 08/06/2020 | São Luís                     | FU | 0      | 0       | - Vários outdoors danificados. - Vidraças de comércios destruídas. - Vários telhados de residências danificados. | [ 10 ]        |
| 06/07/2020 | São Luís (Bairro Coroadinho) | FU | 0      | 0       | - Danos em telhados de residências. - Tornado do tipo não-supercelular (landspout).                              | [ 10 ]        |
| 23/07/2020 | São Luís                     | F1 | 0      | 0       | - Intenso tornado anti-ciclônico, causando intensa destruição em várias zonas.                                   | [ 20 ] [ 10 ] |
| 2022       |                              |    |        |         | |               |
| 10/01/2022 | Matões                       | FU | 0      | 0       | - Tornado do tipo não-supercelular (landspout). Observado em uma área rural.                                     | [ 10 ]        |

## Mato Grosso
| Data       | Área                  | F# | Óbitos | Feridos | Impacto | Notas/Fontes |
| ---------- | --------------------- | -- | ------ | ------- | --- | ------------ |
| 2008       |                       |    |        |         | |              |
| 28/08/2008 | Paranatinga           | FU | 0      | 0       | - Tornado do tipo não-supercelular (landspout). Observado em uma área rural.                                        | [ 7 ]        |
| 2010       |                       |    |        |         | |              |
| 07/10/2010 | Juara                 | FU | 0      | 0       | - Cobertura metálica de um posto de combustível retorcido.                                                          | [ 21 ]       |
| 2015       |                       |    |        |         | |              |
| 25/04/2015 | Chapada dos Guimarães | FU | 0      | 0       | - Tornado largo observado na zona rural.                                                                            | [ 22 ]       |
| 08/12/2015 | São José do Xingu     | FU | 0      | 0       | - Tornado supercelular, de médio tamanho, observado em uma aldeia indígena.                                         | [ 23 ]       |
| 2017       |                       |    |        |         | |              |
| 11/08/2017 | Guarantã do Norte     | FU | 0      | 0       | - Tornado do tipo não-supercelular (landspout). Observado em uma área rural.                                        | [ 24 ]       |
| 2020       |                       |    |        |         | |              |
| 29/10/2020 | Sorriso               | FU | 0      | 0       | - Observado na zona rural. - Tornado do tipo não-supercelular (landspout).                                          | [ 10 ]       |
| 2021       |                       |    |        |         | |              |
| 06/03/2021 | Rio da Casca          | FU | 0      | 0       | - Tornado super-celular de vórtices múltiplos, interceptado em uma área agrícola por um entusiasta do tempo severo. | [ 10 ]       |

## Mato Grosso do Sul
| Data       | Área                        | F# | Óbitos | Feridos | Impacto | Notas/Fontes        |
| ---------- | --------------------------- | -- | ------ | ------- | --- | ------------------- |
| 1989       |                             |    |        |         | |                     |
| 29/07/1989 | Ivinhema                    | F3 | 16     | ?       | - Afetou diretamente o centro do município. - Destruiu instalação de um clube onde estavam mais de 400 pessoas. Várias fatalidades e dezenas de feridos registrados. - Vários estruturas de concreto completamente destruídas. - Na zona rural, casas de alvenaria foram varridas do mapa junto com seus escombros, com seus móveis jogados a centenas de metros e nunca sendo encontrados, o que pode indicar que o evento esteve no limite superior da escala F3, bem próximo da escala F4.                                               | [ 7 ]               |
| 1999       |                             |    |        |         | |                     |
| 01/11/1999 | Ponta Porã                  | FU | ~1     | 13      | - Afetou a área rural do município e arremessou um ônibus escolar com vários passageiros em aproximadamente 300 metros, fazendo o capotar várias vezes. - Pela descrição incrível do acidente, é provável que alcançou um pico de F3 durante a trajetória. | [ 7 ]               |
| 2008       |                             |    |        |         | |                     |
| 10/12/2008 | Sidrolândia                 | FU | 0      | 0       | | [ 7 ]               |
| 2010       |                             |    |        |         | |                     |
| 16/01/2010 | Dourados                    | FU | 0      | 0       | | [ 7 ]               |
| 26/04/2010 | Dourados                    | F1 | 0      | 0       | - Tornado escondido em uma cortina de chuva. Destruição moderada muito localizada. - Prejuízo em mais de R$ 5,000,000. | [ 7 ]               |
| 2011       |                             |    |        |         | |                     |
| 09/12/2011 | Nova Andradina              | FU | 0      | 0       | - Tornado do tipo não-supercelular (landspout). Observado em área agrícola. | [ 25 ]              |
| 2013       |                             |    |        |         | |                     |
| 24/10/2013 | Aral Moreira                | FU | 0      | 0       | - Destruição ligeiramente moderada registrada. - Galpão danificado. | [ 26 ]              |
| 2014       |                             |    |        |         | |                     |
| 24/09/2014 | Porto Murtinho              | F1 | 14     | ?       | - Virou um barco com 27 pessoas, sendo confirmadas 14 fatalidades registradas. | [ 27 ]              |
| 2015       |                             |    |        |         | |                     |
| 10/09/2015 | Brasilândia                 | F2 | 0      | ?       | - Formou-se em área rural de Brasilândia (MS) e seguiu até Panorama (SP), município vizinho, causando intensa destruição em vários pontos e um número desconhecido de feridos. - Relato de um policial militar que afirma que o tornado sugou uma grande quantidade de água de um rio antes de adentrar o munícipio, o que é um efeito produzido apenas por tornados acima de F3, o que indica que o evento foi muito mais intenso durante seu começo e enfraqueceu ao adentrar Panorama, poupando o município de uma potencial calamidade. | [carece de fontes?] |
| 2016       |                             |    |        |         | |                     |
| 07/12/2016 | Aral Moreira                | F0 | 0      | 0       | | [ 29 ]              |
| 2017       |                             |    |        |         | |                     |
| 17/05/2017 | Água Clara (Rodovia BR-262) | FU | 0      | 0       | - 18 torres destruídas, 1 posto de gasolina rodoviário totalmente demolido. | [ 30 ]              |
| 2019       |                             |    |        |         | |                     |
| 27/02/2019 | Campo Grande                | FU | 0      | 0       | - Residências destelhadas. | [ 10 ]              |
| 30/11/2019 | Vicentina                   | FU | 0      | 0       | - Tornado do tipo não-supercelular (landspout). | [ 31 ] [ 10 ]       |
| 2020       |                             |    |        |         | |                     |
| 27/01/2020 | Dourados                    | F0 | 0      | 0       | - Tornado do tipo não-supercelular (landspout). - Árvores arrancadas e várias casas destelhadas. | [ 32 ] [ 10 ]       |
| 17/03/2020 | Amambaí (Rodovia MS-289)    | FU | 0      | 0       | - Tornado do tipo não-supercelular (landspout). | [ 33 ] [ 10 ]       |
| 17/11/2020 | Dourados                    | FU | 0      | 0       | - Observado em zona desabitada por um entusiasta. - Catalogado pelo grupo "PREVOTS". | [ 10 ]              |
| 2023       |                             |    |        |         | |                     |
| 18/01/2023 | Aral Moreira                | FU | 0      | 0       | - Tornado do tipo não-supercelular (landspout). - Observado em zona desabitada. - Evento analisado e confirmado pelo grupo de meteorologistas "PREVOTS". | [ 10 ]              |
| 24/02/2023 | Campo Grande                | F0 | 0      | 0       | - Comércios destruídos, pessoas arrastadas e muitas residências destelhadas. - Tornado do tipo não-supercelular (landspout). | [ 10 ]              |
| 17/11/2023 | Eldorado                    | FU | 0      | 0       | - Tornado largo (wedge) e supercélula (com meso-ciclone) interceptado e recordado em vídeo por um entusiasta do tempo severo. | [ 10 ]              |
| 21/11/2023 | Taquarussu                  | FU | 0      | 0       | - Tornado do tipo não-supercelular (landspout). - Observado em zona desabitada. | [ 10 ] [ 34 ]       |

## Minas Gerais

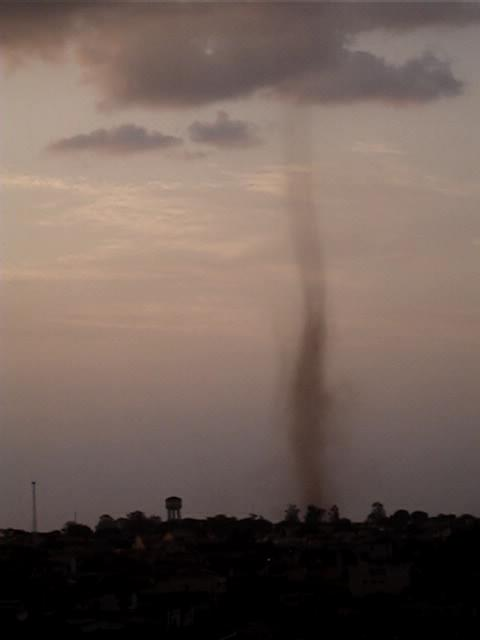
Tornado landspout em Araguari em 29 de setembro de 2007

| Data       | Área                                          | F# | Óbitos | Feridos | Impacto | Notas/Fontes  |
| ---------- | --------------------------------------------- | -- | ------ | ------- | --- | ------------- |
| 2005       |                                               |    |        |         | |               |
| 20/06/2005 | Itutinga                                      | F2 | ?      | ?       | ? | [ 35 ]        |
| 2007       |                                               |    |        |         | |               |
| 29/09/2007 | Araguari                                      | FU | 0      | 0       | - Tornado landspout. | [ 7 ] [ 36 ]  |
| 10/12/2007 | Paracatu                                      | FU | 0      | 0       | - Evento de "chuva de animais" no município foi confirmado ter sido causado por uma tromba-d'água, que fez peixes serem sugados e jogados para o ar.                                                                | Tromba-d'água |
| 2010       |                                               |    |        |         | |               |
| 05/12/2010 | Uberlândia                                    | F0 | 0      | 0       | - Tornado do tipo não-supercelular (landspout). | [ 7 ]         |
| 2016       |                                               |    |        |         | |               |
| 01/06/2016 | Congonhal                                     | FU | 0      | 0       | - Destruição muito localizada. - Barracão completamente destruído. - Destelhamentos. - Destruição de vários galpões. - Veículos, como tratores, foram danificados.                                                  | [ 37 ]        |
| 2020       |                                               |    |        |         | |               |
| 05/02/2020 | Morada Nova de Minas (Represa de Três Marias) | FU | 0      | 0       | - Tornado do tipo não-supercelular (landspout). | [ 38 ]        |
| 05/03/2020 | Unaí                                          | FU | 0      | 0       | - Tornado do tipo não-supercelular (landspout). | [ 39 ]        |
| 17/11/2020 | Santa Rita de Caldas                          | F0 | 0      | 0       | - Destruição parcial do telhado de uma residência. Ocorreu na zona rural. | [ 40 ]        |
| 2022       |                                               |    |        |         | |               |
| 11/01/2022 | Belo Horizonte                                | F0 | 0      | 0       | - Tornado do tipo não-supercelular (landspout). - Curto e fraco tornado, sem o funil de condensação visível. - Árvores derrubadas e algumas edificações destelhadas. - Evento confirmado pela PREVOTS como tornado. | [ 10 ]        |

## Pará
| Data       | Área                          | F# | Óbitos | Feridos | Impacto | Notas/Fontes  |
| ---------- | ----------------------------- | -- | ------ | ------- | --- | ------------- |
| 1967       |                               |    |        |         | |               |
| ?/?/1967   | Baía do Guarujá (Belém)       | FU | 0      | 0       | - Data exata é desconhecida. | Tromba-d'água |
| 1975       |                               |    |        |         | |               |
| ?/?/1975   | Jacareacanga                  | FU | 0      | 0       | - Eixo de rotação observado por um meteorologista próximo ao aeroporto do município. - Data exata é desconhecida.                                             | [ 7 ]         |
| 1977       |                               |    |        |         | |               |
| ?/?/1977   | Porto do Moz                  | FU | 0      | 0       | - Pequenas árvores derrubadas. - Galhos retorcidos. - Vegetação removida do solo. - Data exata é desconhecida.                                                | [ 7 ]         |
| ?/?/1977   | Santarém                      | FU | 0      | 0       | - Árvores retorcidas e arrancadas. - Som ensurdecedor relatado por várias pessoas. - Data exata é desconhecida.                                               | [ 7 ]         |
| 1984       |                               |    |        |         | |               |
| 08/07/1984 | Belém                         | FU | 0      | 0       | - Destelhamento parcial do setor de cargas do Aeroporto. - Destruição de antenas.                                                                             | [ 7 ]         |
| 1988       |                               |    |        |         | |               |
| ?/?/1988   | Belém                         | FU | 0      | 0       | - Data exata é desconhecida. | [ 7 ]         |
| 1995       |                               |    |        |         | |               |
| 20/09/1995 | ?                             | FU | 0      | 0       | - Localização exata é desconhecida. | Tromba-d'água |
| 1997       |                               |    |        |         | |               |
| 11/08/1997 | Ananindeua                    | FU | 0      | 0       | - 140 residências atingidas. - 40 residências completamente destruídas.                                                                                       | [ 7 ] [ 41 ]  |
| 2008       |                               |    |        |         | |               |
| 10/06/2008 | Santarém                      | FU | 0      | 0       | [carece de fontes?] - Durou 8 minutos. | Tromba-d'água |
| 2017       |                               |    |        |         | |               |
| 29/04/2017 | Santarém (Vila Brasil)        | FU | 0      | 0       | - Residências, 1 escola e 1 igreja da comunidade, foram totalmente ou parcialmente destruídas. - Várias árvores derrubadas. - Ocorrência durante a madrugada. | [ 42 ]        |
| 2018       |                               |    |        |         | |               |
| 02/12/2018 | Ananindeua                    | FU | 0      | 0       | - Danos em algumas residências. - Explosão de postes de energia. - Danos em troncos de árvores.                                                               | [ 43 ]        |
| 2019       |                               |    |        |         | |               |
| 17/02/2019 | Santarém (Rio Tapajós)        | FU | 0      | 0       | - Observado e registrado em vídeo. | Tromba-d'água |
| 2020       |                               |    |        |         | |               |
| 02/01/2020 | Bragança (Praia de Ajuruteua) | FU | 0      | 0       | - Adentrou a terra, destruindo barracas e levando cadeiras.                                                                                                   | Tromba-d'água |
| 2021       |                               |    |        |         | |               |
| 22/04/2021 | Bujaru, Inhangapi             | FU | 0      | 0       | - Formação no Rio Guamá. | Tromba-d'água |
| 2022       |                               |    |        |         | |               |
| 25/08/2022 | Ananindeua                    | FU | 0      | 0       | - Várias residências totalmente destelhadas. - Árvores grandes arrancadas. - Tornado do tipo não-supercelular (landspout).                                    | [ 47 ] [ 48 ] |

## Paraíba
| Data       | Área                | F# | Óbitos | Feridos | Impacto | Notas/Fontes  |
| ---------- | ------------------- | -- | ------ | ------- | ------- | ------------- |
| 2011       |                     |    |        |         |         |               |
| 24/01/2011 | Barra de Camaratuba | FU | 0      | 0       |         | Tromba-d'água |
| 09/03/2011 | Uirauna             | FU | 0      | 0       |         | [ 7 ]         |

## Paraná
| Data       | Área                                                | F# | Óbitos | Feridos | Impacto | Notas/Fontes         |
| ---------- | --------------------------------------------------- | -- | ------ | ------- | --- | -------------------- |
| 1927       |                                                     |    |        |         | |                      |
| 24/10/1927 | Ponta Grossa                                        | FU | 1      | >10     | - Área central destuída e bairros devastados. | [ 49 ]               |
| 1935       |                                                     |    |        |         | |                      |
| 13/09/1935 | Quitandinha                                         | FU | 0      | 0       | - Alguns danos. | [ 50 ]               |
| 18/09/1935 | Quitandinha                                         | FU | 0      | 0       | - Alguns danos. | [ 50 ]               |
| 04/10/1935 | Quitandinha                                         | FU | 0      | 0       | - Intensa destruição. | [ 50 ]               |
| 1957       |                                                     |    |        |         | |                      |
| ?/05/1957  | Guarapuava, Cascavel (Áreas Rurais)                 | FU | ?      | ?       | - Deixou um rastro bem delimitado nas áreas onde as árvores ficaram amontoadas. - Demolição total ou parcial de centenas de casas. - Tornado se formou em área rural de Guarapuava e seguiu até Cascavel. - Largura do tornado estimada entre 300 à 400 metros. Devido ao intenso "ground scouring" e "debarking" (descascamento) de árvores deixado por esse tornado, se presume em acima de +F3. | [ 51 ] [ 50 ]        |
| 1959       |                                                     |    |        |         | |                      |
| 14/08/1959 | Palmas, União da Vitória                            | F3 | ≥60    | ?       | - Devastação total na área rural dos municípios. Colônias como Passo do Iguaçu e Formigas, foram devastadas, com dezenas de residências completamente varridas do mapa. - Fatalidade de vários animais e faixa de vegetação intensamente desmatada. Árvores foram completamente "descascadas" (um fenômeno comum em tornados acima de F3). - Provavelmente produzido por uma supercélula embutida em um derecho serial. - Teve plausíveis danos em F4 em alguns pontos, ainda sem confirmação. - A destruição em União da Vitória pode ter sido causada por outro tornado. | [ 52 ]               |
| 14/08/1959 | Lapa                                                | FU | ?      | ?       | - Área rural do município devastada. - Fatalidade de vários animais e faixa desmatada de vegetação, com árvores completamente "descascadas". - Centenas de desabrigados. | [ 52 ]               |
| 1965       |                                                     |    |        |         | |                      |
| 27/05/1965 | Guarapuava, Planalto                                | FU | ~2     | ≥100    | - Destruiu aldeias e faixas de mata além de 200 km para o oeste até Planalto. - Destruiu centenas de residências. - Árvores com 30 cm de raízes foram totalmente removidas do solo. - Provavelmente teve intensidade em F3 ou talvez mais. - Rastro do tornado traçado no satélite LANDSAT. | [ 51 ]               |
| 09/07/1965 | Manoel Ribas, Pitanga, Marialva, Maringá, Apucarana | FU | ~8     | ≥80     | - Destruição muito grave em plantações de café e florestas. - Destruição de centenas de casas. - Uma casa foi completamente arremessada à mais de 148 metros com seus habitantes dentro, resultando em fatalidades e feridos. - Ocorreu em uma noite, durante uma tempestade violenta de raios. - Provavelmente teve intensidade em F3 ou talvez mais. - Sua trajetória foi traçada no satélite LANDSAT. | [ 51 ] [ 50 ]        |
| ?/?/1965   | São Miguel do Iguaçu, Rio Paraná                    | FU | ?      | ?       | - Tornado largo e muito severo. Deixou um rastro de devastação bem nítido na vegetação. Ocorrência em zona desabitada. - Teve intensidades em no mínimo um F3, ou talvez mais. - Sua trajetória foi traçada no satélite LANDSAT. - A data exata é desconhecida. | [ 51 ]               |
| ?/?/1965   | Cascavel, Guaíra                                    | FU | ?      | ?       | - Tornado largo, de longa duração e muito severo. Deixou um rastro de destruição bem nítido na vegetação. Ocorrência em zona desabitada. - Percorreu por 70 km de extensão. Largura do tornado em torno de 400 m. - Teve intensidade em no mínimo um F3, ou talvez mais. - Sua trajetória foi traçada no satélite LANDSAT. - A data exata é desconhecida. | [ 51 ]               |
| ?/?/1965   | Foz do Iguaçu (Zona Rural)                          | FU | ?      | ?       | - Tornado largo (300 m de largura) e distância percorrida de 8 km. Deixou um rastro de devastação bem nítido na vegetação. Ocorrência em zona desabitada. - Provavelmente teve intensidade em F3 ou talvez mais. - Sua trajetória foi traçada no satélite LANDSAT. - A data exata é desconhecida. | [ 51 ]               |
| 1987       |                                                     |    |        |         | |                      |
| 15/05/1987 | Planalto                                            | FU | ?      | ?       | - Impacto desconhecido. | [ 7 ]                |
| 1989       |                                                     |    |        |         | |                      |
| 11/09/1989 | Pato Branco                                         | F3 | 1      | ?       | - Casas totalmente destruídas. - Ocorreu durante a noite. | [carece de fontes?]  |
| 1992       |                                                     |    |        |         | |                      |
| 17/05/1992 | Almirante Tamandaré                                 | F3 | 6      | ~33     | - 500 residências totalmente ou parcialmente destruídas. | [ 7 ]                |
| 17/05/1992 | Palmeira                                            | FU | 0      | 0       | - Plantações destruídas e casas destelhadas. | [ 7 ]                |
| 17/05/1992 | Curitiba                                            | F2 | ?      | ?       | | [ 35 ]               |
| 22/05/1992 | Borrazópolis                                        | F3 | 12     | ~150    | - Rastro de destruição muito limitada e de curta duração. - Ruido ensurdecedor relatado. - Muitas casas destruídas e veículos arremessados. - Árvores retorcidas e postes tombados. | [ 53 ]               |
| 28/05/1992 | Santa Lúcia                                         | F2 | 4      | ?       | - Muitas residências destruídas. - Postes arrancados e dezenas de árvores derrubadas. - Intensa destruição em quase todo o município. - Todo o município ficou sem eletricidade por vários dias. | [ 54 ]               |
| 1993       |                                                     |    |        |         | |                      |
| 11/05/1993 | Capitão Leônidas Marques                            | FU | N/A    | N/A     | - Catalogado pelo IPMET. | [ 55 ]               |
| 11/05/1993 | Irati                                               | FU | N/A    | N/A     | - Catalogado pelo IPMET. | [ 55 ]               |
| 11/05/1993 | Rebouças                                            | FU | N/A    | N/A     | - Catalogado pelo IPMET. | [ 55 ]               |
| 11/05/1993 | Cantagalo                                           | FU | N/A    | N/A     | - Catalogado pelo IPMET. | [ 55 ]               |
| 11/05/1993 | Dois Vizinhos                                       | FU | N/A    | N/A     | - Catalogado pelo IPMET. | [ 55 ]               |
| 11/05/1993 | Lindoeste                                           | FU | N/A    | N/A     | - Catalogado pelo IPMET. | [ 55 ]               |
| 1997       |                                                     |    |        |         | |                      |
| 13/06/1997 | Nova Laranjeiras                                    | F4 | 4      | 76      | - 200 casas foram completamente destruídas com várias sendo arremessadas pelos ares. - Veículos foram arremessados á vários quilômetros de distância. - Pontos comerciais e agências públicas totalmente destruídos. - É considerado por vários meteorologistas como um tornado F3, mas vários danos no município sugerem no mínimo um F4. Os danos se destacam em residências de alvenaria que foram totalmente removidas de sua fundação, e com os escombros arremessados em centenas de metros de distância.                                                            | [ 7 ]                |
| 1998       |                                                     |    |        |         | |                      |
| 04/10/1998 | Francisco Beltrão                                   | FU | 0      | 0       | - Torres de transmissão derrubadas. | [ 7 ]                |
| 2001       |                                                     |    |        |         | |                      |
| 01/10/2001 | Apucarana                                           | FU | N/A    | N/A     | - Sem informação sobre danos. - Horário da ocorrência: 17:15h | [ 55 ]               |
| 2005       |                                                     |    |        |         | |                      |
| 14/06/2005 | São Pedro do Iguaçú, Ivaiporã                       | FU | 0      | 0       | | [ 35 ]               |
| 11/09/2005 | Cianorte                                            | FU | 0      | 0       | | [ 35 ]               |
| 04/10/2005 | Serranópolis do Iguaçú                              | FU | 0      | 0       | | [ 35 ]               |
| 10/10/2005 | Foz do Iguaçu                                       | FU | 0      | 0       | | [ 7 ]                |
| 2006       |                                                     |    |        |         | |                      |
| 06/01/2006 | Tibagi (Cânion Guartelá)                            | FU | 0      | 0       | - Ocorreu em área desabitada. | [ 7 ]                |
| 2007       |                                                     |    |        |         | |                      |
| 28/02/2007 | Cascavel                                            | F1 | 0      | 0       | - Danos em aeronaves do aeroporto do município. | [ 7 ]                |
| 05/10/2007 | Cerro Azul                                          | FU | 0      | 0       | | [ 35 ]               |
| 21/10/2007 | Umuarama, Campo Mourão, Terra Boa, Piquirivaí       | FU | 0      | 0       | - Destelhamento de várias casas. - Muitas árvores derrubadas. | [ 7 ]                |
| 2008       |                                                     |    |        |         | |                      |
| 21/04/2008 | Maringá                                             | FU | 0      | 0       | | [ 7 ]                |
| 2009       |                                                     |    |        |         | |                      |
| 29/06/2009 | Ampére                                              | FU | 0      | 0       | - Intensa destruição na área atingida. | [ 7 ]                |
| 07/09/2009 | Primeiro de Maio                                    | FU | 0      | ~14     | - Houve decepação de vários eucaliptos. - Destruição em uma festa do Dia da Independência onde houve ocorrência de 14 pessoas feridas. | [ 56 ]               |
| 14/10/2009 | Ampére                                              | FU | 1      | 0       | - Onda de tornados e tempestades super-celulares no Paraná. - Destruição intensa na área rural do município e 1 óbito registrado. | [ 7 ]                |
| 14/10/2009 | Cascavel                                            | FU | 0      | 0       | - Onda de tornados e tempestades super-celulares no Paraná. - Não classificado, mas destruição é compatível com F1. | [ 57 ]               |
| 27/11/2009 | Londrina                                            | F0 | 0      | 0       | - Algumas residências danificadas. | [ 7 ]                |
| 2010       |                                                     |    |        |         | |                      |
| ?/12/2010  | Perobal, Umuarama                                   | FU | 0      | 0       | - Tornado do tipo não-supercelular (landspout), observado em uma rodovia entre Perobal e Umuarama. - Data exata desconhecida. | [ 57 ]               |
| 2011       |                                                     |    |        |         | |                      |
| 03/01/2011 | Guarapuava                                          | FU | 0      | 0       | - Mais de 40 residências destelhadas. - Posto de combustível derrubado e destruído. | [ 57 ]               |
| 2012       |                                                     |    |        |         | |                      |
| 31/10/2012 | Guarapuava                                          | FU | 0      | 2       | - Aproximadamente 80 casas danificadas por um tornado produzido de uma super-célula de alta precipitação. - Ocorrência de acidentes automobilísticos. - Caída de várias árvores. | [ 57 ]               |
| 2013       |                                                     |    |        |         | |                      |
| 21/10/2013 | Chopinzinho                                         | FU | 0      | 0       | - Várias residências danificadas. - Galpões destruídos. | [ 57 ]               |
| 2015       |                                                     |    |        |         | |                      |
| 20/01/2015 | Pérola                                              | F1 | 1      | 16      | - Destruição total de um prédio (lavanderia), resultando em várias vítimas. - Tornado do tipo não-supercelular (landspout). | [ 57 ]               |
| 13/07/2015 | Francisco Beltrão                                   | F3 | 0      | 19      | - 150 casas danificadas, sendo 12 delas totalmente ou parcialmente destruídas. - Devastação em uma área de reflorestamento, de uma propriedade privada. Prejuízos em R$ 1,200,000. - Dois aviários destruídos, resultando no falecimento de mais de 60 mil pintinhos. - R$ 83,000 de danos na rede elétrica. - Prejuízo total superior a R$ 14,000,000. - Foi mais violento na zona rural, diminuindo drasticamente de intensidade ao adentrar o município. | [ 57 ]               |
| 13/07/2015 | Mariópolis                                          | F2 | 0      | ~50     | - 50 residências danificadas, 10 delas totalmente destruídas. - 300 pessoas desabrigadas. | [ 58 ] [ 59 ]        |
| 09/10/2015 | Cafelândia                                          | F1 | 0      | 0       | - Destruição total de um aviário. Fatalidade de 15 mil aves. - Destruição de alguns barracões. | [ 60 ]               |
| 19/11/2015 | Marechal Cândido Rondon, Quatro Pontes              | F2 | 0      | ~12     | - Centenas de postes e árvores derrubadas. - Município foi diretamente atingido. - 1 igreja destruída. - Carros e veículos foram virados e danificados. - Dezenas de casas destruídas. | [ 61 ] [ 62 ] [ 63 ] |
| 2016       |                                                     |    |        |         | |                      |
| 20/10/2016 | Ponta Grossa                                        | F1 | 0      | 0       | | [ 64 ]               |
| 2017       |                                                     |    |        |         | |                      |
| 06/06/2017 | Rio Branco do Ivaí, Rosário do Ivaí                 | F2 | 0      | 0       | - Destruição de propriedads rurais. - Muitas residências destruídas. - Falecimento de vários animais. - Uma quadra de malha ficou completamente destruída. - Vários postes e árvores derrubados. | [ 65 ]               |
| 02/10/2017 | Pato Branco                                         | F1 | 0      | 0       | - Árvores arrancadas e arremessadas a dezenas de metros. - Barracão intensamente destruído. - Placas de sinalização retorcidas. - Árvores violentamente decepadas. | [ 66 ]               |
| 2018       |                                                     |    |        |         | |                      |
| 06/01/2018 | Toledo                                              | F1 | 0      | 0       | - Destruiu um barracão onde estavam alojados 500 leitões. - Um galpão onde localizavam-se máquinas agrícolas foi destruído. | [ 67 ]               |
| 30/11/2018 | Itaperuçu                                           | F2 | 2      | ?       | - Destruição de mais de 400 casas. - Destruição em postos de saúde e escolas. - Carro arremessado contra uma residência. | [ 68 ] [ 10 ]        |
| 2019       |                                                     |    |        |         | |                      |
| 03/06/2019 | Santa Maria do Oeste                                | F0 | 0      | 0       | - Galpão destruído e árvores arrancadas. Ocorrência na zona rural. | [ 69 ] [ 10 ]        |
| 2020       |                                                     |    |        |         | |                      |
| 07/01/2020 | Cambé (Jardim Ana Rosa)                             | FU | 0      | 0       | - Empresas e residências danificadas. Árvores derrubadas. - Danos extremamente curtos e localizados. | [ 70 ] [ 10 ]        |
| 25/02/2020 | Serranópolis do Iguaçu                              | F1 | 0      | 0       | - Fatalidade de animais por objetos sendo jogados no ar. - Galpão com sua cobertura removida. - Árvores arrancadas e algumas decepadas ao meio. | [ 10 ]               |
| 30/06/2020 | Ubiratã                                             | F1 | 0      | 0       | - Tornado do tipo QLCS (Sistema Convectivo Quasi-Linear), originado de uma linha de tempestade (derecho) altamente destrutiva. - O tornado percorreu uma distância aproximada de 10 km e afetou a porção Centro/Norte/Oeste do município causando intensa destruição. | [ 10 ]               |
| 01/12/2020 | Terra Rica                                          | FU | 0      | 0       | - Tornado do tipo não-supercelular (landspout). | Tornados duplos      |
| 01/12/2020 | Terra Rica                                          | FU | 0      | 0       | - Tornado do tipo não-supercelular (landspout). | Tornados duplos      |
| 09/12/2020 | Barbosa Ferraz (Bourbônia)                          | FU | 0      | 0       | - Observado em zona rural. - Catalogado pela PRETS/REVOT (PREVOTS). | [ 10 ]               |
| 2021       |                                                     |    |        |         | |                      |
| 06/02/2021 | Pontal do Paraná                                    | FU | 0      | 0       | | Tromba-d'água        |
| 12/02/2021 | Pontal do Paraná                                    | FU | 0      | 0       | | Tromba-d'água        |
| 12/02/2021 | Matinhos                                            | FU | 0      | 0       | | Tromba-d'água        |
| 24/03/2021 | Castro (Cunhaporanga)                               | FU | 0      | 0       | - Tornado do tipo não-supercelular (landspout). | [ 74 ] [ 10 ]        |
| 27/10/2021 | Marialva                                            | F0 | 0      | 0       | - Destelhamento e caída de árvores registrados, além de outros danos. | [ 74 ]               |
| 2022       |                                                     |    |        |         | |                      |
| 23/05/2022 | Palmeira                                            | FU | 0      | 0       | - 1 construção totalmente destruída e várias outras intensamente danificadas. | [ 10 ] [ 75 ]        |
| 2023       |                                                     |    |        |         | |                      |
| 17/01/2023 | Guarapuava                                          | FU | 0      | 0       | - Gustnado com danos comparáveis a um tornado F1. - Destruição de toldos, explosão de vidros e rompimento de um cano do campus Santa Cruz da Universidade Estadual do Centro Oeste (Unicentro). No mesmo local, cerca de 20 salas de aulas ficaram destelhadas. - Destelhamentos de residências e comércios. - Rompimento de fios de eletricidade. - Ocorrência por volta das 15h30. | Gustnado             |
| 07/03/2023 | Itambé                                              | FU | 0      | 0       | - Tornado do tipo não-supercelular (landspout). - Observado em área agrícola e filmado por agricultores. | [ 10 ]               |
| 28/10/2023 | São José da Boa Vista                               | F2 | 0      | 0       | - Tombamento de veículos como caminhões, na zona rural. - Árvores arrancadas. - Danos traçados pela PREVOTS, e classificados como F2. | [ 10 ]               |
| 28/10/2023 | Luiziana                                            | F0 | 0      | 0       | - Destelhamento de residências na zona rural do município. - Árvores arrancadas. | [ 10 ]               |
| 27/12/2023 | Quinta do Sol                                       | FU | 0      | 0       | • Árvores e rede elétrica arrancados em área rural • Uma torre de internet foi literalmente dobrada ao meio • Prejuízo dos danos não foi calculado |                      |

## Pernambuco
| Data       | Área                        | F# | Óbitos | Feridos | Impacto | Notas/Fontes  |
| ---------- | --------------------------- | -- | ------ | ------- | --- | ------------- |
| 1968       |                             |    |        |         | |               |
| ?/?/1968   | Ilha de Fernando de Noronha | FU | 0      | 0       | - Tromba-d'água observada. Data exata é desconhecida. | [ 7 ]         |
| 2009       |                             |    |        |         | |               |
| 13/11/2009 | Palmares                    | FU | 0      | 0       | | [ 7 ]         |
| 2020       |                             |    |        |         | |               |
| 17/04/2020 | Pesqueira                   | FU | 0      | 0       | - Tornado do tipo não-supercelular (landspout). | [ 10 ]        |
| 04/11/2020 | Bonito                      | FU | 0      | 0       | - Tornado originado de uma super-célula de alta precipitação. Danos em postes. - Foi incorretamente classificado como nuvem funil, mas os danos provam o contrário. - Ocorreu na zona rural. | [ 10 ]        |
| 2023       |                             |    |        |         | |               |
| 15/01/2023 | Toquinho                    | FU | 0      | 0       | - Danos leves ao adentrar a faixa litorânea foram relatados. | Tromba-d'água |
| 18/01/2023 | Vicência                    | FU | 0      | 0       | - Residências destelhadas. | [ 10 ]        |

## Piauí
| Data       | Área                            | F# | Óbitos | Feridos | Impacto                                          | Notas/Fontes  |
| ---------- | ------------------------------- | -- | ------ | ------- | ------------------------------------------------ | ------------- |
| 2016       |                                 |    |        |         |                                                  |               |
| 13/03/2016 | Luís Correia (Praia de Atalaia) | FU | 0      | 0       | - Tromba-d'água observada e registrada em mídia. | Tromba-d'água |

## Rio de Janeiro
| Data       | Área                                              | F# | Óbitos | Feridos | Impacto | Notas/Fontes  |
| ---------- | ------------------------------------------------- | -- | ------ | ------- | --- | ------------- |
| 2001       |                                                   |    |        |         | |               |
| 03/05/2001 | Bacia de Campos                                   | FU | 0      | 0       | - Observada. | Tromba-d'água |
| 24/05/2001 | Rio de Janeiro                                    | FU | 0      | 0       | - Observada. | Tromba-d'água |
| 2004       |                                                   |    |        |         | |               |
| 15/05/2004 | Saquarema                                         | FU | 0      | 0       | - 2000 casas danificadas. - Um estimado de 200 árvores e vários postes foram arrancados e/ou destruídos. - Barco arremessado contra um poste. - Acompanhado de granizo. | [ 7 ]         |
| 2005       |                                                   |    |        |         | |               |
| 21/02/2005 | Rio de Janeiro                                    | FU | 0      | 0       | - Observada por várias pessoas. | Tromba-d'água |
| 18/04/2005 | Rio de Janeiro (Magé)                             | FU | 0      | 0       | - Observada e recordada. | Tromba-d'água |
| 20/06/2005 | Macaé                                             | F1 | 0      | 6       | - 20 residências destelhadas. - Danificou 6 helicópteros no aeroporto.                                                                                                  | [ 7 ]         |
| 08/08/2005 | Bacia de Campos                                   | FU | 0      | 0       | | Tromba-d'água |
| 2006       |                                                   |    |        |         | |               |
| 12/03/2006 | Sepetiba                                          | FU | 0      | 0       | - Danos em residências da faixa litorânea. | Tromba-d'água |
| 03/04/2006 | Rio de Janeiro (Barra da Tijuca)                  | FU | 0      | 0       | | Tromba-d'água |
| 2009       |                                                   |    |        |         | |               |
| 21/04/2009 | Rio de Janeiro (Praia de Ipanema/Barra da Tijuca) | FU | 0      | 0       | | Tromba-d'água |
| 06/06/2009 | Rio de Janeiro                                    | FU | 0      | 0       | | Tromba-d'água |
| 2011       |                                                   |    |        |         | |               |
| 19/01/2011 | Nova Iguaçu                                       | F1 | 0      | 0       | - Danos intensos na área atingida. | [ 7 ]         |

## Rio Grande do Norte
| Data       | Área         | F# | Óbitos | Feridos | Impacto                                         | Notas/Fontes  |
| ---------- | ------------ | -- | ------ | ------- | ----------------------------------------------- | ------------- |
| 2020       |              |    |        |         |                                                 |               |
| 23/04/2020 | Serra do Mel | F0 | 0      | 0       | - Tornado do tipo não-supercelular (landspout). | [ 83 ] [ 10 ] |

## Rio Grande do Sul
| Data       | Área                                                            | F# | Óbitos | Feridos | Impacto | Notas/Fontes                      |
| ---------- | --------------------------------------------------------------- | -- | ------ | ------- | --- | --------------------------------- |
| 1821       |                                                                 |    |        |         | |                                   |
| 13/04/1821 | Tronqueira                                                      | FU | 0      | 0       | - Destruição parcial de várias residências. - Derrubada de árvores. | [carece de fontes?]               |
| 1942       |                                                                 |    |        |         | |                                   |
| 15/06/1942 | Vila Maria                                                      | FU | ~6     | ≥30     | - Devastação massiva na localidade. | [carece de fontes?]               |
| 1959       |                                                                 |    |        |         | |                                   |
| 13/08/1959 | Veranópolis, Antônio Prado                                      | FU | ~12    | >100    | - Muitas pessoas na zona rural foram arremessadas a dezenas de metros de distância. - Veículos foram arremessados a mais de 30 metros de distância e muitas residências foram completamente varridas do mapa. - Foi provavelmente produzido uma super-célula embutida em um derecho serial. Foi de longa duração. | [ 52 ]                            |
| 1967       |                                                                 |    |        |         | |                                   |
| 01/09/1967 | Lajeado                                                         | F3 | ~6     | ~48     | - Imensa devastação no centro do município. | [ 7 ]                             |
| 1975       |                                                                 |    |        |         | |                                   |
| 05/12/1975 | Rio Pardinho                                                    | FU | 0      | 0       | | [ 35 ]                            |
| 15/12/1975 | Alvorada                                                        | FU | ?      | ?       | - Imensa destruição relatada. | [ 35 ]                            |
| 1976       |                                                                 |    |        |         | |                                   |
| ?/02/1976  | Alvorada                                                        | FU | ?      | ?       | - Destruição de um terminal de empresa de ônibus e danos intensos em várias residências. - Afetou a mesma localização atingida pelo tornado de 1975, em um intervalo de apenas 1 mês. | [ 7 ]                             |
| 1978       |                                                                 |    |        |         | |                                   |
| ?/?/1978   | Guaíba                                                          | FU | ?      | ?       | - Destruição de casas e pavilhões industriais; queda de postes e árvores. | [ 7 ]                             |
| 1995       |                                                                 |    |        |         | |                                   |
| 09/01/1995 | Viamão                                                          | FU | 0      | 0       | | [ 35 ]                            |
| 1997       |                                                                 |    |        |         | |                                   |
| 28/10/1997 | Itaqui                                                          | F3 | ?      | 27      | - ≥200 residências totalmente destruídas. - Destelhamentos em mais de 3.000 residências. - Milhares de postes, árvores e muitos muros destruídos. - Município ficou incomunicável. | [ 7 ]                             |
| 1998       |                                                                 |    |        |         | |                                   |
| ?/07/1998  | Santa Maria do Herval                                           | FU | 0      | 0       | - Queda de árvores e fios elétricos. | [carece de fontes?]               |
| 1999       |                                                                 |    |        |         | |                                   |
| 13/02/1999 | Osório                                                          | F2 | 0      | ?       | - Muitos imóveis totalmente destruídos; árvores arrancadas e retorcidas. - Posto de combustível completamente destruído. | [ 7 ]                             |
| 2000       |                                                                 |    |        |         | |                                   |
| 11/10/2000 | Águas Claras (Viamão), Porto Alegre                             | F3 | 1      | ?       | - Comunidade parcialmente devastada, com 100 residências destruídas; centenas de árvores decepadas e arrancadas. - Passou pelo extremo sul de Porto Alegre, virando vários aviões. - Plausíveis outros tornados (sem confirmação) podem ter ocorrido na mesma noite, em pelo menos 5 outros municípios do RS. | [ 7 ]                             |
| 2001       |                                                                 |    |        |         | |                                   |
| 20/07/2001 | Viamão                                                          | FU | 0      | 0       | - Danos muito localizados. | [ 7 ]                             |
| 20/07/2001 | General Câmara                                                  | FU | 0      | 0       | - Destruiu algumas residências e derrubou árvores e postes de luz. - Ocorreu durante a noite. | [carece de fontes?]               |
| 20/07/2001 | Vacaria                                                         | FU | ?      | ?       | - Informações sobre danos são desconhecidas. | [ 35 ]                            |
| 20/07/2001 | Bom Jesus                                                       | FU | 1      | 26      | - Caída de dezenas de árvores e danos severos na infraestrutura do município. - Dezenas de casas destruídas. Relato de residência arrastada, resultando em 1 óbito. | [ 84 ]                            |
| 2002       |                                                                 |    |        |         | |                                   |
| 03/10/2002 | Cruz Alta                                                       | F3 | 0      | 0       | - Causou grave destruição em pelo menos 80% do município. | [ 85 ]                            |
| 2003       |                                                                 |    |        |         | |                                   |
| 08/07/2003 | São Francisco de Paula                                          | F3 | 1      | 50      | - Muitas residências completamente destruídas, com algumas sendo varridas do mapa. - Muitas árvores descascadas e arrancadas; muitos postes destruídos. | [ 7 ]                             |
| 08/07/2003 | Santa Maria                                                     | FU | 0      | 0       | | [ 35 ]                            |
| 12/11/2003 | Electra                                                         | FU | 0      | 0       | | [ 35 ]                            |
| 11/12/2003 | Antônio Prado                                                   | FU | 5      | ?       | - Destruição grave de vários prédios. - Destruiu uma escola infantil, resultando em 5 óbitos de crianças que faziam uma peça de teatro. - É possível que este evento tenha sido um downburst. | [ 7 ]                             |
| 2004       |                                                                 |    |        |         | |                                   |
| 11/01/2004 | Palmares do Sul                                                 | FU | 0      | 0       | - Várias residências danificadas; postes e árvores derrubados. | [ 7 ]                             |
| 11/01/2004 | Porto Alegre                                                    | FU | 0      | 0       | | [ 35 ]                            |
| 25/05/2004 | Antônio Prado                                                   | F3 | 4      | 25      | - Graves prejuízos no município. | [ 35 ]                            |
| 19/12/2004 | Passo Fundo                                                     | FU | 0      | 0       | - Residências danificadas e árvores quebradas. | [ 7 ]                             |
| 2005       |                                                                 |    |        |         | |                                   |
| 17/05/2005 | Engenho Velho                                                   | FU | 0      | 0       | - Várias residências danificadas. Árvores derrubadas. | [ 7 ]                             |
| 20/05/2005 | São Francisco de Paula                                          | F2 | 0      | 0       | - Intensa destruição. | [ 35 ]                            |
| 20/05/2005 | Santa Bárbara do Sul                                            | FU | 0      | 0       | - Várias residências danificadas e árvores derrubadas. | [ 7 ]                             |
| 22/06/2005 | Crissiumal                                                      | FU | 0      | 0       | - Acompanhado de muito granizo. Ocorreu durante as 4:15h da madrugada. | [ 7 ]                             |
| 29/08/2005 | Muitos Capões                                                   | F4 | 0      | 16      | - Árvores violentamente decepadas e residências de alvenaria com paredes grossas completamente varridas do mapa; 21 construções destruídas, 80 famílias desalojadas. - Classificado como F3 por alguns estudos, mas classificado como F4 por alguns membros da PREVOTS e MetSul Meteorologia, por causa de danos extremos em veículos que foram jogados a centenas de metros e mutilados além do reconhecimento e residências de alvenaria completamente varridas do mapa com escombros pesados arremessados em centenas de metros.                             | [ 7 ] [ 10 ] [ 86 ]               |
| 10/09/2005 | Coxilha Cerca Velha                                             | F1 | 0      | 0       | | [ 35 ]                            |
| 14/10/2005 | Ivoti                                                           | F1 | 0      | 0       | - Vários postes e árvores derrubados. | [ 35 ]                            |
| 16/12/2005 | Santo Antônio do Planalto                                       | F1 | 0      | 0       | - Tornado curto e breve. - Árvores partidas, muros derrubados e algumas residências parcialmente destruídas. | [ 35 ]                            |
| 2006       |                                                                 |    |        |         | |                                   |
| 01/01/2006 | Erebango, Getúlio Vargas                                        | F1 | 0      | 0       | - 36 imóveis, entre residências e prédios públicos, foram completamente destelhados. - Cerca de 100 hectares de soja, milho, melão, melancia, parreirais e tomateiros foram danificados. | [ 7 ]                             |
| 24/02/2006 | Porto Alegre                                                    | FU | 0      | 0       | - Evento de onda de tornados pela atuação de um largo sistema convectivo. | [ 7 ]                             |
| 24/02/2006 | Mostardas                                                       | FU | 0      | 0       | - Evento de onda de tornados pela atuação de um largo sistema convectivo. | [ 7 ]                             |
| 24/02/2006 | São Simão                                                       | FU | 0      | 0       | - Evento de onda de tornados pela atuação de um largo sistema convectivo. | [ 7 ]                             |
| 02/03/2006 | Porto Alegre                                                    | FU | 0      | 0       | | [ 7 ]                             |
| 18/12/2006 | Carlos Barbosa                                                  | FU | 0      | 0       | | [ 7 ]                             |
| 20/12/2006 | Capão da Canoa                                                  | FU | 0      | 0       | | [ 7 ]                             |
| 2007       |                                                                 |    |        |         | |                                   |
| 20/10/2007 | Ronda Alta                                                      | F2 | 0      | 0       | - Várias residências danificadas. Postes e árvores derrubados. | [ 7 ]                             |
| 27/10/2007 | Três de Maio                                                    | F2 | 0      | 0       | - Classificado como F2, mas não há informações sobre danos. | [ 35 ]                            |
| 01/11/2007 | Três de Maio                                                    | F2 | 0      | 0       | - Árvores e postes derrubados. - Mais de 1200 residências foram danificadas. - Cemitério do município foi gravemente destruído. | [ 7 ] [ 87 ]                      |
| 14/11/2007 | Boa Vista do Buricá                                             | FU | 0      | 0       | - Caída de muitas árvores. - Intensos danos a residências. - Destruição de um galpão de igreja evangélica. | [ 7 ]                             |
| 2008       |                                                                 |    |        |         | |                                   |
| 05/01/2008 | Maquiné                                                         | FU | 0      | 0       | - Tocou o solo por poucos segundos. | [ 7 ]                             |
| 05/09/2008 | Coxilha Velha                                                   | F1 | 0      | 0       | - Muitos danos registrados. | [ 35 ]                            |
| 10/09/2008 | Pareci Novo (Bairro Hortêncio)                                  | FU | 0      | 0       | - Dezenas de residências destelhadas. Danos muito localizados. | [ 7 ]                             |
| 10/09/2008 | Tabaí (Rodovia BR-386)                                          | F1 | 0      | 1       | - Vários carros foram virados na rodovia BR-386. - Árvores derrubadas. | [ 7 ]                             |
| 11/09/2008 | Mato Leitão                                                     | F2 | ?      | ?       | - Destruição severa no povoado. | [ 35 ]                            |
| 06/11/2008 | São Gabriel                                                     | F0 | 0      | 0       | - Observado em uma área rural. | [ 35 ]                            |
| 08/11/2008 | Quintão                                                         | FU | 0      | 0       | | [ 35 ]                            |
| 25/12/2008 | Santa Vitória do Palmar                                         | FU | 0      | 0       | | [ 7 ]                             |
| 2009       |                                                                 |    |        |         | |                                   |
| 27/03/2009 | Rio Grande, São José do Norte                                   | FU | 0      | 0       | - Grande tromba-d'água. Durou cerca de 20 minutos. | Tromba-d'água                     |
| 28/03/2009 | Lagoa dos Patos                                                 | FU | 0      | 0       | - Observado e registrado por câmeras. | Tromba-d'água                     |
| 01/08/2009 | São João da Urtiga                                              | FU | 0      | 0       | - Queda de 15 postes em uma sequência, na mesma estrada. Queda de ≥15 postes em vários outros pontos do município. - Cerca de 20 casas e fábricas parcialmente destelhadas. - Deixou o município sem eletricidade. - Prejuízos de R$ 3,500,000. | [ 7 ]                             |
| 07/09/2009 | Aceguá                                                          | FU | 0      | 0       | - Caixa-d'água arremessada à quilômetros do local original. | [carece de fontes?]               |
| 22/09/2009 | Tupanci do Sul                                                  | FU | 0      | 0       | - Confirmação do evento por análise de danos. | [ 7 ]                             |
| 14/10/2009 | Pontão, Espumoso                                                | F2 | 0      | 0       | - Rastro de destruição com largura de 300-400 metros. | [ 7 ]                             |
| 13/11/2009 | Vacaria                                                         | FU | 0      | 0       | - Grande tornado supercelular observado em uma área rural. | [carece de fontes?]               |
| 24/11/2009 | Três de Maio                                                    | FU | 0      | 0       | - Evento confirmado por análise de danos. | [ 7 ]                             |
| 30/11/2009 | Santo Cristo                                                    | FU | 0      | 0       | - Telhado de uma igreja totalmente destruído. - Vários postes quebrados e arrancados. - Posto de combustível destruído. | [ 88 ]                            |
| 02/12/2009 | Venâncio Aires                                                  | FU | 0      | 0       | - Vários relatos de tornado no município. | [ 7 ]                             |
| 20/12/2009 | Charqueadas                                                     | FU | 0      | 0       | | [ 7 ]                             |
| 2010       |                                                                 |    |        |         | |                                   |
| 22/07/2010 | Gramado, Canela                                                 | F2 | 0      | 12      | - Mais de 480 residências danificadas e mais de 80 destruídas. - 200 pessoas desalojadas. - Dezenas de postes arrancados violentamente. - Centenas de árvores foram arrancadas. | [ 89 ] [ 90 ]                     |
| 2011       |                                                                 |    |        |         | |                                   |
| 14/12/2011 | Capivari do Sul                                                 | FU | 0      | 0       | - Ocorreu em uma área agrícola. | [ 91 ] [ 92 ]                     |
| 14/12/2011 | Arambaré (Lagoa dos Patos)                                      | FU | 0      | 0       | - Duas trombas-d'água sequenciais. | Tromba-d'água                     |
| 14/12/2011 | Arambaré (Lagoa dos Patos)                                      | FU | 0      | 0       | - Duas trombas-d'água sequenciais. | Tromba-d'água                     |
| 31/12/2011 | Erechim                                                         | F1 | 0      | 0       | - Intensa destruição em comunidades rurais. | [ 93 ]                            |
| 2012       |                                                                 |    |        |         | |                                   |
| 20/01/2012 | Santa Margarida do Sul (Serrinha)                               | F0 | 0      | 0       | - Árvores com troncos quebrados e residências destelhadas. | [ 94 ]                            |
| 24/02/2012 | Guaíba                                                          | FU | 0      | 0       | - Observado no Lago Guaíba. | Tromba-d'água [carece de fontes?] |
| 28/07/2012 | Santa Bárbara do Sul                                            | F2 | 0      | 0       | - R$ 7.100.000 de prejuízo no município. - Danificou 320 residências, além de destruir outras 60. | [ 95 ]                            |
| 2013       |                                                                 |    |        |         | |                                   |
| 17/01/2013 | Encruzilhada do Sul, Pântano Grande                             | FU | 0      | 0       | - Observado em uma área rural. | [ 96 ]                            |
| 17/02/2013 | Tapes (Lagoa dos Patos)                                         | FU | 0      | 0       | - Observado e registrado em imagens. - Catalogado pela MetSul Meteorologia. | Tromba-d'água                     |
| 04/04/2013 | Redentora                                                       | F2 | 0      | ≥2      | - Aldeia indígena completamente destruída. | [ 98 ]                            |
| 03/05/2013 | Canguçu                                                         | F2 | 0      | 0       | - Danos severos em vegetação. Classificado como F2 pela MetSul Meteorologia. | [ 99 ]                            |
| 2014       |                                                                 |    |        |         | |                                   |
| 02/02/2014 | Taim                                                            | F2 | 0      | 0       | - Muitas residências destruídas. - Silo de arroz completamente destruído. - Ocorreu durante a noite. | [ 100 ]                           |
| 24/02/2014 | Nova Petrópolis                                                 | FU | 0      | 0       | - Observado em área desabitada. - É provável que tenha sido uma nuvem escudo, não um tornado. | [ 101 ]                           |
| 24/02/2014 | Guaíba                                                          | FU | 0      | 0       | - Família de 4 trombas-d'água. | Tromba-d'água                     |
| 24/02/2014 | Guaíba                                                          | FU | 0      | 0       | - Família de 4 trombas-d'água. | Tromba-d'água                     |
| 24/02/2014 | Guaíba                                                          | FU | 0      | 0       | - Família de 4 trombas-d'água. | Tromba-d'água                     |
| 24/02/2014 | Guaíba                                                          | FU | 0      | 0       | - Família de 4 trombas-d'água. | Tromba-d'água                     |
| 16/03/2014 | São Gabriel, Cacequi                                            | F1 | 0      | 0       | - 1 residência completamente destruída em Cacequi. - Árvores com troncos decepados. | [ 104 ]                           |
| 08/04/2014 | Vale do Taquari                                                 | F1 | 0      | 0       | - Vegetação com árvores decepadas. | [ 105 ]                           |
| 12/04/2014 | Soledade                                                        | F1 | 0      | 0       | - 1 residência totalmente destruída. | [ 106 ]                           |
| 12/04/2014 | Tapejara                                                        | F2 | 0      | 0       | - Algumas residências completamente destruídas. - Vegetação destruída. - Veículos capotados. | [ 107 ]                           |
| 12/04/2014 | Erebango                                                        | F2 | 1      | 4       | - Residências completamente destruídas. | [ 108 ]                           |
| 03/07/2014 | Ibarama                                                         | F1 | 0      | 0       | - Destelhamento de lojas, galpões e residências. - Queda de mais de 110 postes. - Árvores arrancadas. - Acompanhado de uma intensa tempestade de granizo. | [ 109 ]                           |
| 04/07/2014 | Rosário do Sul                                                  | F1 | 0      | 0       | - Danos semelhantes ao tornado de Ibarama (RS). | [ 110 ]                           |
| 30/08/2014 | Restinga Seca                                                   | F2 | 0      | 0       | - Ocorreu em área rural. - Atingiu 40 casas, algumas sendo completamente destruídas. | [ 111 ]                           |
| 20/09/2014 | Pedro Osório, Capão do Leão                                     | F0 | 0      | 0       | - Observado por um jornalista em área desabitada. | [ 112 ]                           |
| 21/09/2014 | Cidreira                                                        | FU | 0      | 0       | | Tromba-d'água                     |
| 2015       |                                                                 |    |        |         | |                                   |
| 04/02/2015 | Júlio de Castilhos                                              | FU | 0      | 0       | - Tornado supercelular observado em área rural. | [carece de fontes?]               |
| 10/11/2015 | São Borja                                                       | F1 | 0      | 0       | - Postes derrubados e dezenas de casas destelhadas. - Estrutura de armazenagem destruída. - Confirmado pela Somar Meteorologia. | [ 114 ]                           |
| 10/11/2015 | Tuparendi                                                       | F0 | 0      | 0       | - Lavouras destruídas. - Várias casas destelhadas. | [ 115 ]                           |
| 19/11/2015 | Alpestre                                                        | F2 | 0      | 2       | - 15 casas destruídas. Várias delas completamente devastadas. - Árvores derrubadas. - Devastação com faixa de 100 metros de largura. | [ 61 ]                            |
| 18/12/2015 | Canoas                                                          | F1 | 0      | 0       | - Confirmado pela MetSul Meteorologia. | [ 116 ]                           |
| 2016       |                                                                 |    |        |         | |                                   |
| 24/04/2016 | São Miguel das Missões                                          | F2 | 0      | 0       | - Tornado do tipo multi-vortex. - Observado visualmente e registrado em vídeo. | [ 61 ]                            |
| 2017       |                                                                 |    |        |         | |                                   |
| 03/01/2017 | Rio Grande (Praia do Cassino)                                   | FU | 0      | 0       | - Incorretamente classificado como Dust Devil. - Causado pela passagem de um forte temporal entre os dias 3 e 4 de janeiro. - Observado visualmente e registrado em vídeo. | Gustnado                          |
| 25/01/2017 | Capivari do Sul                                                 | F1 | 0      | 1       | - 1 residência totalmente destruída. Ocorreu na zona rural. - Confirmado pela Defesa Civil. | [ 61 ] [ 118 ]                    |
| 09/03/2017 | Canguçu (Coxilha dos Piegas)                                    | F0 | 0      | 0       | - Árvores arrancadas, paredes destruídas e galpões destelhados. - Confirmado pela Defesa Civil. | [ 61 ]                            |
| 12/03/2017 | São Francisco de Paula                                          | F2 | 1      | ≥70     | - Cerca de 700 residências danificadas e/ou destruídas. - Vários bairros devastados. - Prejuízo em R& 21,000,000. | [ 61 ] [ 119 ]                    |
| 07/06/2017 | Erebango                                                        | F0 | 0      | ~6      | - Várias residências totalmente destelhadas. - Rastro do evento traçado por uma pesquisa da UFSM. - Parte da onda de 11 tornados de 7-8/06/2017 no Rio Grande do Sul. | [ 120 ]                           |
| 08/06/2017 | Maratá, São José do Sul, Harmonia, Brochier                     | F2 | 0      | 8       | - 14 imóveis totalmente destruídos, sendo 77 parcialmente destruídos. - Rastro do evento traçado por uma pesquisa da UFSM. - Parte da onda de 11 tornados de 7-8/06/2017 no Rio Grande do Sul. | [ 120 ]                           |
| 08/06/2017 | Caxias do Sul (Vila Oliva)                                      | F2 | 2      | 18      | - Cerca de 450 residências danificadas. Deixou 115 pessoas desabrigadas. - Rastro do evento traçado por uma pesquisa da UFSM. - Parte da onda de 11 tornados de 7-8/06/2017 no Rio Grande do Sul. | [ 120 ]                           |
| 08/06/2017 | Espumoso, Soledade                                              | F1 | 0      | 13      | - Galpão e residência totalmente destruídos na área rural. Várias outras residências danificadas e/ou destruídas. - Rastro do evento traçado por uma pesquisa da UFSM. - Parte da onda de 11 tornados de 7-8/06/2017 no Rio Grande do Sul. | [ 120 ]                           |
| 08/06/2017 | Charrua, Tapejara                                               | F2 | 0      | 0       | - Comunidades devastadas. - Rastro do evento traçado por uma pesquisa da UFSM. - Parte da onda de 11 tornados de 7-8/06/2017 no Rio Grande do Sul. | [ 120 ]                           |
| 08/06/2017 | Capão Bonito do Sul                                             | F1 | 0      | 0       | - Queda de vários postes e árvores. Várias residências severamente destelhadas. - Rastro do evento traçado por uma pesquisa da UFSM. - Parte da onda de 11 tornados de 7-8/06/2017 no Rio Grande do Sul. | [ 120 ]                           |
| 08/06/2017 | Colorado                                                        | F0 | 0      | 0       | - Percorreu 7,3 km de distância. - Casas com telhados destruídos e galpões danificados. - Árvores com troncos quebrados. - Rastro do evento traçado por uma pesquisa da UFSM. - Parte da onda de 11 tornados de 7-8/06/2017 no Rio Grande do Sul. | [ 120 ]                           |
| 08/06/2017 | Veranópolis                                                     | FU | 0      | 0       | - Percorreu 2,0 km de distância. - ≥500 residências danificadas. - Acompanhado de intenso granizo. - Rastro do evento traçado por uma pesquisa da UFSM. - Parte da onda de 11 tornados de 7-8/06/2017 no Rio Grande do Sul. | [ 120 ]                           |
| 2018       |                                                                 |    |        |         | |                                   |
| 11/06/2018 | Chiapetta (Nova Conquista)                                      | FU | 0      | 0       | - Onda de tornados supercelulares no RS e província de Misiones, com 3 tornados confirmados no RS. Os 3 eventos foram traçados pelo grupo PREVOTS. - Tornado supercelular. Ocorreu em área rural e desabitada e foi recordado em vídeo. | [ 121 ]                           |
| 12/06/2018 | Sarandi, Pontão, Ronda Alta, Sertão, Rondinha                   | F2 | 0      | ?       | - Onda de tornados supercelulares no RS e província de Misiones, com 3 tornados confirmados no RS. Os 3 eventos foram traçados pelo grupo PREVOTS. - Tornado severo, produzido pela mesma supercélula do outro evento severo de Ciríaco/Coxilha/Vila Lângaro/Água Santa/Tapejara, ocorrido algumas horas depois. - Danos foram quase semelhantes do tornado seguinte, porém menos intenso. | [ 122 ] [ 121 ]                   |
| 12/06/2018 | Ciríaco, Coxilha, Vila Lângaro, Água Santa, Tapejara            | F3 | 2      | ?       | - Onda de tornados supercelulares no RS e província de Misiones, com 3 tornados confirmados no RS. Os 3 eventos foram traçados pelo grupo PREVOTS. - Destruição com centenas de metros de diâmetro, revelando um largo tornado (wedge). - Dezenas de residências totalmente destruídas; vegetação devastada; vários caminhões tombados e arremessados em dezenas de metros do local original. - Tornado classificado como f4 pela metsul - Esse evento individual de tornado pode não ter sido contínuo, e mais tornados podem ter se formado no mesmo período. | [ 122 ] [ 123 ]                   |
| 24/08/2018 | São Pedro das Missões                                           | F1 | 0      | 0       | - Fazenda com danos intensos. | [carece de fontes?]               |
| 21/10/2018 | Vacaria                                                         | F0 | 0      | 0       | - Destruição em telhados de várias residências; danos em algumas outras edificações. | [ 10 ]                            |
| 24/10/2018 | Torres                                                          | FU | 0      | 0       | - Observado e registrado em câmeras. | Tromba-d'água [carece de fontes?] |
| 31/10/2018 | Flores da Cunha, São Marcos                                     | F1 | 0      | 0       | - Vegetação destruída e decepada na zona rural do município. | [ 124 ]                           |
| 31/10/2018 | Farroupilha                                                     | F1 | 0      | 0       | - Várias árvores e postes derrubados; algumas residências danificadas. - Confirmado pela Conexão GeoClima como tornado. | [ 125 ]                           |
| 2019       |                                                                 |    |        |         | |                                   |
| 24/02/2019 | Guaíba                                                          | FU | 0      | 0       | - Observado e registrado em câmeras. | Tromba-d'água                     |
| 05/03/2019 | Rio Grande                                                      | FU | 0      | 0       | - Tornado observado na zona rural. Sem danos registrados. | [ 126 ] [ 10 ]                    |
| 23/04/2019 | Araruama, Silva Jardim (Lagoa de Juturnaíba)                    | FU | 0      | 0       | - Observado e registrado em fotos. | Tromba-d'água                     |
| 14/05/2019 | Rio Grande                                                      | FU | 0      | 0       | - Largo tornado observado. - Tornado do tipo não-supercelular (landspout). | [ 10 ]                            |
| 2020       |                                                                 |    |        |         | |                                   |
| 31/01/2020 | Arambaré (Lagoa dos Patos)                                      | FU | 0      | 0       | - Evento registrado em fotos. | Tromba-d'água                     |
| 25/02/2020 | Camargo                                                         | F1 | 0      | ~1      | - Galpões comerciais e telhados de centenas de residências destruídos; danos na sede da prefeitura do município. | [ 128 ] [ 10 ]                    |
| 13/11/2020 | Palmares do Sul                                                 | FU | 0      | 0       | - Evento registrado em fotos. - Classificado como um landspout e uma tromba-d'água, pois o evento também atuou na superfície terrestre. | Tromba-d'água                     |
| 2021       |                                                                 |    |        |         | |                                   |
| 10/02/2021 | São José do Norte (Lagoa dos Patos)                             | FU | 0      | 0       | - Observado na zona rural. | Tromba-d'água                     |
| 12/02/2021 | Camaquã (Banhado do Colégio)                                    | FU | 0      | 0       | - Observado na zona rural. | [ 129 ] [ 10 ]                    |
| 14/02/2021 | Tavares (Lagoa dos Patos)                                       | FU | 0      | 0       | - Observado na zona rural. | Tromba-d'água                     |
| 14/02/2021 | Mostardas                                                       | FU | 0      | 0       | - Dois tornados simultâneos. | [ 131 ] [ 10 ]                    |
| 14/02/2021 | Mostardas                                                       | FU | 0      | 0       | - Dois tornados simultâneos. | [ 131 ] [ 10 ]                    |
| 12/10/2021 | Cambará do Sul                                                  | FU | 0      | 0       | - 1 residência deslocada e totalmente destruída; árvores derrubadas. | [ 132 ] [ 133 ]                   |
| 13/12/2021 | Ibiraiaras                                                      | F1 | 0      | 0       | - Vegetação intensamente decepada. | [ 134 ] [ 10 ]                    |
| 2023       |                                                                 |    |        |         | |                                   |
| 12/07/2023 | Novo Machado, Doutor Maurício Cardoso, Horizontina              | F2 | 0      | 0       | - Tornado largo (wedge), e produzido por um sistema convectivo quasi-linear. - Acompanhado de muitos downbursts severos, que foram produzidos por um derecho serial que avançava pelos três estados do Sul do Brasil. - Provavelmente o primeiro tornado da família de tornados do dia 12/07/2023 no noroeste do RS. - De acordo com a PREVOTS, houve uma família de pelo menos cinco ou quatro tornados no noroeste do RS durante o evento. | [ 10 ] [ 135 ]                    |
| 12/07/2023 | Crissiumal                                                      | F1 | 0      | 0       | - Tornado produzido por um sistema convectivo quasi-linear. - Acompanhado de muitos downbursts severos, que foram produzidos por um derecho serial que avançava pelos três estados do Sul do Brasil. - De acordo com a PREVOTS, houve uma família de pelo menos cinco ou quatro tornados no noroeste do RS durante o evento. - O tornado mais curto da família de tornados. | [ 10 ] [ 135 ]                    |
| 12/07/2023 | Nova Candelária, Humaitá, Sede Nova, Campo Novo, Coronel Bicaco | F3 | 0      | 0       | - Tornado muito largo (wedge), e produzido por um sistema convectivo quasi-linear. - Acompanhado de muitos downbursts severos, que foram produzidos por um derecho serial que avançava pelos três estados do Sul do Brasil. - Devastação intensa em áreas rurais de todos esses municípios. - A localidade mais atingida foi Sede Nova, com danos de F3 ou mais. - De acordo com a PREVOTS, houve uma família de pelo menos cinco ou quatro tornados no noroeste do RS durante o evento. - O tornado mais largo já documentado no Brasil.                       | [ 10 ] [ 135 ] [ 136 ]            |
| 12/07/2023 | Palmeira das Missões                                            | FU | 0      | 0       | - Tornado produzido por uma super-célula embutida em um sistema convectivo quasi-linear. - Acompanhado de muitos downbursts severos, que foram produzidos por um derecho serial que avançava pelos três estados do Sul do Brasil. - De acordo com a PREVOTS, houve uma família de pelo menos cinco ou quatro tornados no noroeste do RS durante o evento. - Provavelmente o último tornado da família de tornados no noroeste do RS. | [ 10 ] [ 135 ]                    |
| 25/12/2023 | Santana do Livramento                                           | FU | 0      | 0       | - Largo tornado super-celular, filmado na zona rural do município. | [ 137 ] [ 10 ]                    |
| 2024       |                                                                 |    |        |         | |                                   |
| 21/03/2024 | São Sepé                                                        | F2 | 0      | 0       | - 1 residência na zona rural do município foi completamente destruída e deslocada de sua fundação. | [ 10 ] [ 138 ]                    |
| 11/05/2024 | Gentil                                                          | F1 | 0      | 0       | - Ocorrência na Zona Rural. - Destruição de um galpão de máquinas agrícolas e telhas de zinco foram encontradas a 500 metros de distância. - Classificado como F0, porém os danos não condizem com essa classificação. | [ 10 ] [ 139 ]                    |

## Rondônia
| Data       | Área        | F# | Óbitos | Feridos | Impacto | Notas/Fontes  |
| ---------- | ----------- | -- | ------ | ------- | --- | ------------- |
| 2007       |             |    |        |         | |               |
| 24/09/2007 | Ji-Paraná   | FU | 0      | 0       | - Veículos tombados e placas de sinalização arremessadas a centenas de metros de distância. - Muitas residências destruídas. - 1 antena de rádio destruída. - Mais de 150 árvores arrancadas e/ou danificadas. - Destruição com extensão de 2 km. - Várias famílias desabrigadas. - Acompanhado de granizo e de um downburst, com rajadas registradas em 149,8 km/h. | [ 7 ] [ 140 ] |
| 2011       |             |    |        |         | |               |
| 02/04/2011 | Vilhena     | FU | 0      | 0       | - Telhados destruídos. - Árvores e muros derrubados. - Trilha de destruição com diâmetro de 2 km de distância. - Ocorreu a partir das 14:30hrs. | [ 141 ]       |
| 2019       |             |    |        |         | |               |
| 09/03/2019 | Chupinguaia | FU | 0      | 0       | - Observado na zona rural. - Registrado pela PREVOTS. | [ 142 ]       |
| 2021       |             |    |        |         | |               |
| 20/10/2021 | Vilhena     | FU | 0      | 0       | - Barracões destelhados. - Tornado do tipo não-supercelular (landspout). - Registrado pela PREVOTS. | [ 143 ]       |
| 28/10/2021 | Porto Velho | F0 | 0      | 0       | - Dezenas de telhados completamente destruídos. - Tornado do tipo não-supercelular (landspout). | [ 144 ]       |

## Santa Catarina
| Data       | Área                                                          | F# | Óbitos | Feridos | Comentários | Notas/Fontes                      |
| ---------- | ------------------------------------------------------------- | -- | ------ | ------- | --- | --------------------------------- |
| 1948       |                                                               |    |        |         | |                                   |
| 16/05/1948 | Canoinhas (Valinhos)                                          | F3 | 23     | >80     | - Praticamente toda a comunidade rural de Valinhos ficou destruída. A maioria das residências, escolas e serrarias da comunidade ficaram completamente destruídas e algumas completamente niveladas ao solo. Alguns veículos foram arremessados a centenas de metros de distância e houve óbitos de animais por projéteis. - Larga e extensa faixa de vegetação ficou completamente "descascada" e destruída. - Ocorrência durante a noite. Horário relatado da ocorrência do evento: 20h15. | [ 7 ] [ 35 ]                      |
| 1955       |                                                               |    |        |         | |                                   |
| 18/05/1955 | Canoinhas (Serra das Mortes)                                  | FU | 0      | 4       | - Devastação em uma comunidade rural. Residências de madeira foram desmanteladas e arremessadas pelos ares. - Muitas plantações foram completamente destruídas. |                                   |
| 1959       |                                                               |    |        |         | |                                   |
| 13/08/1959 | Canoinhas (Rio dos Pardos)                                    | FU | >18    | >50     | - Comunidade completamente devastada. Residências de madeira foram niveladas e completamente destruídas, restando apenas os assoalhos enquanto seus objetos e móveis foram encontrados a quilômetros do local original. - Desaparecimento de pessoas, que foram arremessadas a centenas de metros de distância; com falecimento de vários animais. | [ 52 ]                            |
| 13/08/1959 | Lages                                                         | FU | 5      | >20     | - Mais de 60 residências parcialmente ou completamente destruídas. - Praça da Bandeira foi devastada pelo tornado. | [ 52 ]                            |
| 13/08/1959 | Taió                                                          | FU | 2      | ~9      | - 15 residências completamente destruídas. | [ 52 ]                            |
| 1976       |                                                               |    |        |         | |                                   |
| 08/08/1976 | Guarujá do Sul                                                | F3 | 1      | ?       | - Estimativa de 40 famílias desabrigadas. | [ 7 ]                             |
| 1977       |                                                               |    |        |         | |                                   |
| 28/01/1977 | Bom Jardim da Serra                                           | FU | ?      | ?       | - Vários danos em habitações e dezenas de residências parcialmente destruídas. | [ 7 ]                             |
| 1984       |                                                               |    |        |         | |                                   |
| 09/10/1984 | Maravilha                                                     | F3 | 10     | ≥400    | - 9 bilhões e 117 milhões de cruzeiros em prejuízos; 980 pessoas desabrigadas. | [ 7 ]                             |
| 1987       |                                                               |    |        |         | |                                   |
| 13/05/1987 | São Joaquim                                                   | F3 | 5      | ?       | - 250 residências totalmente ou parcialmente destruídas. | [ 145 ]                           |
| 07/07/1987 | Xanxerê                                                       | F2 | 1      | ?       | - 150 famílias desabrigadas; danos intensos nos locais afetados. | [ 7 ] [ 146 ] [ 147 ]             |
| 15/10/1987 | Indaial                                                       | FU | 0      | 0       | - Danos a vegetação e em residências. | [ 7 ]                             |
| 1989       |                                                               |    |        |         | |                                   |
| 08/08/1989 | Forquilhinha                                                  | F3 | ?      | ?       | | [ 35 ]                            |
| 11/11/1989 | São Carlos                                                    | FU | 0      | 0       | | [ 7 ]                             |
| 11/11/1989 | Xanxerê                                                       | FU | 0      | 0       | | [ 7 ]                             |
| 24/11/1989 | Correia Pinto                                                 | FU | 0      | 0       | | [ 7 ]                             |
| 24/11/1989 | Garuva                                                        | FU | 0      | 0       | | [ 7 ]                             |
| 1991       |                                                               |    |        |         | |                                   |
| 26/04/1991 | Xanxerê                                                       | F1 | 0      | 0       | | [ 35 ]                            |
| 16/08/1991 | Canoinhas (Cerrito), Três Barras                              | FU | 0      | 0       | - Vegetação com centenas de árvores violentamente arrancadas e retorcidas. Árvores jogadas à dezenas de metros de distância. - Aproximadamente 120 casas atingidas, com mais de uma dezena destruída; danos severos à rede elétrica. | [ 148 ]                           |
| 1995       |                                                               |    |        |         | |                                   |
| 09/01/1995 | Benedito Novo                                                 | FU | 0      | 0       | | [ 7 ]                             |
| 24/09/1995 | Paraíso                                                       | FU | 0      | 0       | | [ 7 ]                             |
| 28/11/1995 | Rio dos Cedros                                                | F0 | 0      | 0       | - Destelhamento de residências e queda de muros. | [ 7 ]                             |
| 1996       |                                                               |    |        |         | |                                   |
| 27/01/1996 | Ilha de São Francisco do Sul                                  | FU | 0      | 0       | - Tromba-d'água observada na Praia Grande, as 14:30h. | [ 7 ] [ 149 ]                     |
| 27/02/1996 | Meleiro                                                       | F1 | 0      | 0       | | [ 7 ] [ 149 ]                     |
| 27/07/1996 | Ilha de São Francisco do Sul                                  | FU | 0      | 0       | - Tromba-d'água observada. | [ 7 ]                             |
| 1997       |                                                               |    |        |         | |                                   |
| 02/02/1997 | Itapoá                                                        | FU | 0      | 0       | - Tromba-d'água observada. | Tromba-d'água                     |
| 07/02/1997 | Florianópolis                                                 | FU | 0      | 0       | | [ 149 ]                           |
| 05/04/1997 | Piçarras                                                      | F1 | 0      | 0       | | [ 7 ] [ 149 ]                     |
| 09/07/1997 | Zortéa                                                        | FU | 0      | 0       | | [ 149 ]                           |
| 1998       |                                                               |    |        |         | |                                   |
| 07/02/1998 | Abdon Batista                                                 | F1 | 0      | 0       | | [ 7 ] [ 149 ]                     |
| 1999       |                                                               |    |        |         | |                                   |
| 31/01/1999 | Joinville                                                     | F2 | 0      | 0       | | [ 7 ]                             |
| 24/11/1999 | Forquilhinha                                                  | F2 | 0      | 10      | - 5 residências totalmente destruídas. - 20 desalojados. | [ 7 ]                             |
| 2000       |                                                               |    |        |         | |                                   |
| 23/02/2000 | Florianópolis                                                 | FU | 0      | 0       | - Observado. | Tromba-d'água                     |
| 01/03/2000 | Itapoá                                                        | FU | 0      | 0       | - 30 residências danificadas. - Queda de árvores e torres de energia. | Tromba-d'água                     |
| ?/?/2000   | Aurora                                                        | FU | 0      | 0       | - 21 desalojados. - Confirmado pela Defesa Civil (S2iD) no atlas, como tornado. Data e classificação do evento não foi revelada. | [ 61 ]                            |
| 2001       |                                                               |    |        |         | |                                   |
| ?/?/2001   | Aurora                                                        | FU | 0      | 0       | - 21 desalojados. - Evento documentado no atlas da Defesa Civil (S2iD). Mas a data, classificação e qualquer outra informação do evento é desconhecida. - Segundo tornado em menos de 1 ano. | [ 61 ]                            |
| 2002       |                                                               |    |        |         | |                                   |
| 02/01/2002 | Piçarras                                                      | FU | 0      | 0       | | [ 149 ]                           |
| 06/09/2002 | Canoinhas                                                     | F2 | 1      | 5       | - Muitos pinheiros decepados, arrancados e/ou arremessados. - Construções (residências) levantadas do solo e arremessadas em vários metros de distância. - Fatalidade de animais por destroços. | [ 150 ]                           |
| 2003       |                                                               |    |        |         | |                                   |
| 26/10/2003 | Faxinal do Guedes                                             | FU | 0      | ~16     | - 520 desabrigados e 2193 desalojados. - Confirmado pela Defesa Civil como evento tornádico. | [ 151 ] [ 61 ]                    |
| 2005       |                                                               |    |        |         | |                                   |
| 03/01/2005 | Criciúma                                                      | F2 | 1      | 0       | - 4 residências totalmente destruídas, 40 parcialmente destruídas e mais 30 danificadas. - Residências deslocadas de suas fundações. - Árvores arrancadas e lançadas à 50 metros do local original. Várias árvores retorcidas e quebradas. - Projéteis e telhados lançados a mais de 80 metros. | [ 7 ]                             |
| 03/01/2005 | Criciúma                                                      | F1 | 0      | ?       | - Telhados totalmente ou parcialmente destruídos. - Destruição parcial de garagens, barracos e currais. - Várias árvores destruídas, derrubadas e retorcidas. - Um carro lançado para fora da pista, atingindo um muro. - Muitos projéteis arremessados a longas distâncias, deixando pessoas feridas. - Desaparecimento de alguns animais. - De acordo com os danos, é remotamente possível que esse tornado tenha alcançado a intensidade F2 ao longo de sua trajetória. | [ 7 ]                             |
| 17/01/2005 | Xanxerê                                                       | F0 | 0      | 0       | - Danos leves. Tocou o solo por poucos minutos. | [ 7 ]                             |
| 29/12/2005 | São Joaquim (Boava)                                           | FU | 0      | 0       | - Destruição de pomares de instalações rurais. | [ 7 ]                             |
| 2006       |                                                               |    |        |         | |                                   |
| 02/01/2006 | Florianópolis                                                 | F0 | 0      | 0       | - 16 residências destelhadas. | [ 7 ]                             |
| 25/01/2006 | Criciúma                                                      | FU | 0      | 0       | | [ 7 ]                             |
| 22/02/2006 | Joinville                                                     | F0 | 0      | 0       | - Leves danos registrados. | [ 7 ]                             |
| 23/03/2006 | Florianópolis                                                 | F1 | 0      | 2       | - 20 famílias desalojadas. - 37 residências totalmente destelhadas. - Árvores arrancadas. - 1 automóvel virado pelo tornado. | [ 7 ] [ 152 ]                     |
| 2007       |                                                               |    |        |         | |                                   |
| 24/03/2007 | Tubarão                                                       | FU | 0      | 1       | - Destelhamento de dezenas de residências e árvores arrancadas. - Ocorreu durante o começo da noite. | [ 7 ]                             |
| 05/05/2007 | Canoinhas                                                     | FU | 0      | 0       | | [ 7 ]                             |
| 13/11/2007 | Campos Novos, Chapecó                                         | FU | 0      | 0       | - Destelhamento de dezenas de residências. | [ 7 ]                             |
| 2008       |                                                               |    |        |         | |                                   |
| 01/02/2008 | Papanduva                                                     | FU | 0      | 1       | - Vários prédios danificados. - 90% de plantações agrícolas destruídas. - Prejuízos em milhões de reais. | [ 7 ]                             |
| 16/02/2008 | Tubarão                                                       | F1 | 0      | 1       | - Tornado de origem supercelular, observado na zona rural. - Ligeira destruição em uma residência da zona rural, resultando em 1 ferido. | [ 7 ]                             |
| 02/03/2008 | Governador Celso Ramos, Florianópolis (Praia de Canasvieiras) | FU | 0      | 0       | - Duas tromba-d'águas afetando a mesma localização. | Tromba-d'água                     |
| 02/03/2008 | Governador Celso Ramos, Florianópolis (Praia de Canasvieiras) | FU | 0      | 0       | - Duas tromba-d'águas afetando a mesma localização. - Leves danos registrados ao adentrar a faixa litorânea. | Tromba-d'água                     |
| 02/03/2008 | Governador Celso Ramos                                        | FU | 0      | 0       | - Observado visualmente. Intensidade desconhecida. | Tromba-d'água                     |
| 20/06/2008 | Correia Pinto                                                 | FU | 0      | 0       | - Residências e escolas foram destelhadas. - 5 famílias ficaram desabrigadas. | [ 153 ]                           |
| 24/10/2008 | Abelardo Luz                                                  | FU | 0      | 0       | - Dois tornados isolados, o primeiro sendo observado na zona rural. | [ 7 ]                             |
| 24/10/2008 | Abelardo Luz                                                  | FU | 0      | 0       | - Dois tornados isolados, o segundo ocorrendo poucas horas depois. - Dezenas de residências destelhadas. - Aproximadamente 150 pessoas desalojadas. | [ 7 ]                             |
| 26/10/2008 | Canoinhas ("Pedreirinha")                                     | FU | 0      | 0       | - Dezenas de árvores quebradas ao meio. | [ 7 ] [ 154 ]                     |
| 31/12/2008 | Urupema                                                       | FU | 0      | 0       | - Tornado de origem supercelular observado na zona rural. | [ 7 ]                             |
| 2009       |                                                               |    |        |         | |                                   |
| 31/01/2009 | Sombrio                                                       | FU | 0      | 0       | - Vários destelhamentos, queda de postes e árvores. - Duração muito curta, afetando apenas um pequeno setor do município. | [ 7 ]                             |
| 02/02/2009 | Tunápolis                                                     | FU | 0      | 0       | - Tornado avistado e relatado por moradores da zona rural; barracão completamente destruído. - Acompanhado de uma granizada. | [ 155 ]                           |
| 22/02/2009 | Blumenau                                                      | FU | 0      | 0       | - Residências destelhadas. | [ 7 ]                             |
| 08/03/2009 | Ponte Alta                                                    | FU | 0      | 0       | - >500 residências afetadas. | [ 7 ]                             |
| 08/03/2009 | Turvo                                                         | FU | 0      | 0       | - >50 residências danificadas. | [ 7 ] [ 156 ]                     |
| 13/05/2009 | Passo do Irani, Linha Frozza                                  | FU | 0      | 0       | - Vegetacão de bambu destruída e retorcida. - Barracões de madeira completamente destruídos. | [ 157 ]                           |
| 07/09/2009 | Guaraciaba                                                    | F4 | 0      | 0       | - Ocorrência entre a noite e madrugada; devastação total em várias comunidades do município. Prejuízos em mais de R$ 160,000,000. - Dezenas de residências foram niveladas ao solo e com os escombros e móveis arremessados à quilômetros de distância, restando apenas os assoalhos; destruição muito severa em áreas florestais. - Veículos, como carros, foram arremessados a quilômetros do local original; objetos encontrados à milhares de metros do local original. - Fatalidade de mais de 60 mil animais. - O tornado ocorreu na mesma super-célula (em oclusão, algo extremamente raro) que provocou o primeiro F4 em San Pedro, na Argentina, e se dirigiu para o oeste de Santa Catarina. Outros dois rastros de tornados (todos classificados como F3) foram identificados por estudos da USP, originados da mesma super-célula. Os danos se limitaram à devastação de áreas florestais. - Prejuízos em mais de R$ 160,000,000. | [ 35 ]                            |
| 07/09/2009 | Guaraciaba                                                    | F3 | 0      | 0       | - Ocorrência entre a noite e madrugada. Destruição muito severa em áreas florestais. - Segunda trilha dos três tornados, traçados em pesquisas do satélite LANDSAT. | [ 35 ]                            |
| 07/09/2009 | Guaraciaba                                                    | F3 | 0      | 0       | - Ocorrência entre a noite e madrugada. Destruição muito severa em áreas florestais. - Terceira trilha dos três tornados, traçados em pesquisas do satélite LANDSAT. | [ 35 ]                            |
| 07/09/2009 | Salto Veloso                                                  | FU | 0      | 0       | - Destruição em comunidades rurais. 200 pessoas afetadas, 3 desabrigados e 22 desalojados. - Zona florestal decepada e fatalidade de alguns animais. - Algumas residências foram totalmente destruídas e arremessadas à vários metros do local original; cerca de 115 edificações severamente danificadas. | [ 7 ]                             |
| 07/09/2009 | Santa Cecília                                                 | FU | 0      | 25      | - 2000 pessoas afetadas, 50 desabrigados, 10 desalojados, 60 deslocados e 383 edificações intensamente danificadas. | [ 7 ]                             |
| 07/09/2009 | Macieira                                                      | FU | 0      | 0       | - Áreas de reflorestamentos decepadas; dezenas de árvores arrancadas. - Residências destelhadas e parcialmente destruídas; 58 edificações danificadas ou destruídas. - 120 pessoas afetadas, 6 desabrigados e 20 desalojados. | [ 7 ] [ 158 ]                     |
| 28/09/2009 | Araranguá                                                     | F1 | 0      | 0       | - Ocorrência durante a madrugada. - Várias edificações parcialmente destruídas; postes danificados por destroços e árvores arrancadas. | [ 7 ]                             |
| 2010       |                                                               |    |        |         | |                                   |
| 07/03/2010 | Barra Velha (Rodovia BR-101)                                  | FU | 0      | 0       | - Observado por pessoas. | [ 159 ]                           |
| 24/11/2010 | Caçador                                                       | F2 | 0      | 0       | - 40 propriedades danificadas. - Várias residências e barracões completamente destruídas. - Perda de 100% das lavouras locais. - Acompanhada de intensa granizada de largo tamanho. - Rastro de destruição na vegetação. - Fatalidade de animais. | [ 160 ]                           |
| 2011       |                                                               |    |        |         | |                                   |
| 12/01/2011 | Sombrio (Rio Novo)                                            | FU | 0      | 0       | - Acompanhada de intensa granizada de largo tamanho. | [ 160 ]                           |
| 2012       |                                                               |    |        |         | |                                   |
| 02/12/2012 | Ponte Alta                                                    | F3 | 0      | 0       | - Prejuízos em mais de R$ 30,000,000. - Destruição leve/severa em cerca de 1900 residências, algumas sendo totalmente destruídas. | [ 161 ]                           |
| 2013       |                                                               |    |        |         | |                                   |
| 11/11/2013 | São Joaquim                                                   | F1 | 0      | 0       | - Tornado produzido por uma supercélula de alta precipitação. Foi acompanhado de múltiplos downbursts úmidos. | [ 162 ] [ 163 ]                   |
| 05/12/2013 | Canoinhas                                                     | F1 | 0      | ~5      | - Derrubada de postes e árvores. - Vários barracões e um mercado destruídos. - 150 residências danificadas, algumas totalmente destruídas. | [ 164 ] [ 165 ]                   |
| 05/12/2013 | Bom Jardim da Serra                                           | F1 | 0      | 0       | - Pneu de um carro foi totalmente atravessado por uma tábua de madeira, que foi arremessada pelo tornado. - Cerca de 200 pinheiros foram decepados e/ou arrancados, e postes foram quebrados. - A Secretária de Assistência Social do município e um posto de saúde foram destruídos. | [ 166 ]                           |
| 2014       |                                                               |    |        |         | |                                   |
| 30/10/2014 | Urubici                                                       | F0 | 0      | 0       | - Residências destelhadas e árvores derrubadas. | [ 167 ]                           |
| 2015       |                                                               |    |        |         | |                                   |
| 01/01/2015 | Irani                                                         | F0 | 0      | 0       | - Várias edificações como residências, igrejas e escolas foram severamente danificadas. - Decepamento de árvores. | [ 168 ]                           |
| 20/04/2015 | Xanxerê                                                       | F2 | 4      | ≥150    | - 115 residências totalmente destruídas. 221 residências parcialmente destruídas. 251 residências totalmente destelhadas e em outras 282 parcialmente. - Danos severos em 9 prédios públicos, sendo 4 escolas, 1 posto de saúde, um ginásio municipal, um estádio municipal e 2 centros socioeducativos do município. Houve 1000 desabrigados. - Classificado como F2, mas meteorologistas apontam possíveis danos localizados no limite inferior do F3. | [ 169 ] [ 170 ]                   |
| 20/04/2015 | Ponte Serrada, Passos Maia                                    | F1 | 0      | ~3      | - 200 residências afetadas, várias totalmente destruídas. | [ 171 ]                           |
| 19/11/2015 | Chapecó                                                       | F2 | 0      | 4       | - Evento de onda de tornados nos três estados do sul do Brasil, com confirmação de tornados em três municípios do SC e PR. - 4 residências totalmente ou parcialmente destruídas. - Árvores foram derrubadas e caminhões tombaram. | [ 172 ]                           |
| 19/11/2015 | Treze Tílias                                                  | F0 | 0      | 0       | - Evento de onda de tornados nos três estados do sul do Brasil, com confirmação de tornados em três municípios do SC e PR. - Várias residências danificadas e postos de saúde destelhados. | [ 173 ]                           |
| 2016       |                                                               |    |        |         | |                                   |
| 15/05/2016 | Ponte Alta do Norte                                           | F2 | 4      | ?       | - Muitas residências completamente destruídas, algumas sombrando apenas os assoalhos. - Caminhões tombados. - Vegetação retorcida, decepada e/ou arrancada. - Ocorrência na zona rural. - Foi anteriormente considerado como microexplosão, mas foi re-classificado como um tornado. | [ 174 ]                           |
| 15/05/2016 | Porto União                                                   | F2 | 1      | ?       | - Algumas residências completamente destruídas. - Veículos tombados. - Fatalidade de animais. - Ruído ensurdecedor foi relatado no momento do evento. - Vegetação retorcida, decepada e/ou arrancada. - Destruição nas localidades do município: Legru, Stenghel, Nova Galícia e Santa Maria. | [ 175 ]                           |
| 27/12/2016 | Rodeio                                                        | F0 | 0      | 0       | - Várias edificações parcialmente destruídas. | [ 176 ]                           |
| 2017       |                                                               |    |        |         | |                                   |
| 25/01/2017 | Laguna                                                        | FU | 0      | 0       | - Evento observado e registrado em imagens. | Tromba-d'água                     |
| 08/06/2017 | São Miguel do Oeste                                           | F1 | 0      | 0       | - Várias residências totalmente danificadas. - Galpões destruídos. - Árvores arrancadas. | [carece de fontes?]               |
| 2018       |                                                               |    |        |         | |                                   |
| 12/06/2018 | Presidente Getúlio                                            | F2 | 0      | ?       | - Onda de tornados e tempestades super-celulares na Argentina e o Brasil (Rio Grande do Sul e Santa Catarina). - A classificação do evento como microburst pela Defesa Civil, foi recebida com muitos desacordos por outros meteorologistas. - Rastro de vegetação retorcida e decepada foi traçada por meio de drones. | [ 178 ]                           |
| 2020       |                                                               |    |        |         | |                                   |
| 04/03/2020 | Balneário Camboriú                                            | FU | 0      | 0       | - Observado e registrado em imagens. | Tromba-d'água.[carece de fontes?] |
| 10/06/2020 | São Miguel do Oeste                                           | FU | 0      | 0       | - Tornado pequeno e de curta duração registrado em fotos na zona rural. - O tornado foi confundido como sendo o mesmo que afetou Descanso e Belmonte no mesmo dia. | [ 179 ]                           |
| 10/06/2020 | Descanso, Belmonte                                            | F2 | 0      | ~4      | - Destruição total ou parcial em residências. - Danos em veículos. | [ 180 ]                           |
| 11/06/2020 | Caçador                                                       | F1 | 0      | 0       | - Ocorrência na zona rural. Danos limitados a áreas florestais e propriedades rurais. | [ 181 ]                           |
| 30/06/2020 | Florianópolis (Cacupé)                                        | FU | 0      | 0       | - Surto de tornados por um sistema convectivo do tipo quasi-linear em todo o sul do país, resultado de uma linha de instabilidade extremamente severa (derecho) que viajou pelos três estados da região Sul causando centenas de downbursts extremos e muitos tornados de baixa intensidade. - Danos documentados por um meteorologista. - Acompanhado de um downburst severo. | [ 182 ]                           |
| 30/06/2020 | Florianópolis (Canajurê)                                      | FU | 0      | 0       | - Surto de tornados por um sistema convectivo do tipo quasi-linear em todo o sul do país, resultado de uma linha de instabilidade extremamente severa (derecho) que viajou pelos três estados da região Sul causando centenas de downbursts extremos e muitos tornados de baixa intensidade. - Telhado de um prédio "sugado", sendo totalmente destruído em seguida. - Danos documentados por um meteorologista. - Acompanhado de um downburst severo. | [ 182 ]                           |
| 30/06/2020 | Rio do Sul                                                    | FU | 0      | 0       | - Surto de tornados por um sistema convectivo do tipo quasi-linear em todo o sul do país, resultado de uma linha de instabilidade extremamente severa (derecho) que viajou pelos três estados da região Sul causando centenas de downbursts extremos e muitos tornados de baixa intensidade. - Danos documentados por um meteorologista. - Dezenas de residências e comércios danificados. - Acompanhado de um downburst severo. | [ 182 ]                           |
| 30/06/2020 | Papanduva                                                     | FU | 0      | 0       | - Surto de tornados por um sistema convectivo do tipo quasi-linear em todo o sul do país, resultado de uma linha de instabilidade extremamente severa (derecho) que viajou pelos três estados da região Sul causando centenas de downbursts extremos e muitos tornados de baixa intensidade. - Danos documentados por um meteorologista. - Acompanhado de um downburst severo. | [ 182 ]                           |
| 14/08/2020 | Água Doce, Treze Tílias, Ibicaré, Tangará                     | F3 | 0      | ?       | - Tornado severo de longa duração. - Residências de várias localidades foram completamente destruídas. - Faixa de vegetação devastada. - Rastro do evento foi traçado pela PREVOTS. | [ 183 ] [ 10 ]                    |
| 14/08/2020 | Irineópolis                                                   | F2 | 0      | ?       | - Residências totalmente destruídas. | [ 184 ] [ 185 ]                   |
| 2021       |                                                               |    |        |         | |                                   |
| 10/02/2021 | Itapoá                                                        | FU | 0      | 0       | - Observado e registrado por câmeras. | Tromba-d'água                     |
| 28/05/2021 | Campos Novos                                                  | FU | 0      | 0       | - Mais de 280 residências destruídas. - Destruição de estruturas metálicas. - Queda de postes e árvores. - Tombamento de veículos. | [ 188 ] [ 10 ]                    |
| 13/09/2021 | Guatambu                                                      | F0 | 0      | 0       | - Árvores quebradas no meio e residências danificadas. | [ 189 ] [ 190 ] [ 10 ]            |
| 20/09/2021 | Irani                                                         | F1 | 0      | 0       | - Faixa florestal desmatada e violentamente decepada. | [ 191 ] [ 10 ]                    |
| 21/09/2021 | Seara                                                         | F1 | 0      | 0       | - Zona florestal destruída e decepada. - Queda de postes. - Edificações danificadas. | [ 192 ] [ 10 ]                    |
| 25/11/2021 | Xanxerê                                                       | F1 | 0      | 0       | - Zona florestal destruída e decepada. - Edificações danificadas. - Acompanhado de um downburst. | [ 193 ]                           |
| 2022       |                                                               |    |        |         | |                                   |
| 13/04/2022 | Penha                                                         | FU | 0      | 0       | - Observada e registrada em mídia. | Tromba-d'água                     |
| 29/05/2022 | Campo Alegre                                                  | F0 | 0      | 0       | - Muitas árvores arrancadas. - Cerca de 100 residências destelhadas e 12 barracões danificados. | [ 195 ] [ 10 ]                    |
| 29/05/2022 | Mafra                                                         | F0 | 0      | 0       | - Árvores retorcidas e quebradas ao meio. - Danos leves em residências. - Analisado e confirmado pela Defesa Civil (S2iD) como tornado. - Acompanhado de granizada intensa. | [ 196 ] [ 61 ]                    |
| 28/06/2022 | Concórdia                                                     | F1 | 0      | 0       | - Evento confirmado como tornado pela Defesa Civil de Santa Catarina (S2iD). - Danos ligeiramente intensos na área afetada. | [ 197 ]                           |
| 06/11/2022 | Florianópolis                                                 | FU | 0      | 0       | - Observado no litoral, e registrado em mídia. | Tromba-d'água                     |
| 2023       |                                                               |    |        |         | |                                   |
| 12/01/2023 | Santa Cecília                                                 | F0 | 0      | 0       | - Alguns danos leves registrados. | [ 10 ]                            |
| 13/01/2023 | Sangão, Jaguaruna                                             | F1 | 0      | 0       | - Danos médios e tombamento de caminhão. | [ 199 ] [ 10 ]                    |
| 03/03/2023 | Campo Alegre                                                  | F0 | 0      | 0       | - Alguns danos leves registrados. | [ 200 ] [ 10 ]                    |
| 03/09/2023 | Santa Cecília                                                 | F1 | 0      | 0       | - Alguns danos leves registrados. | [ 201 ] [ 10 ]                    |
| 24/09/2023 | São Joaquim                                                   | F0 | 0      | 0       | - Residências danificadas. | [ 10 ]                            |
| 05/10/2023 | Canoinhas                                                     | FU | 0      | 0       | - Residências danificadas e árvores destruídas. - Ocorrência na área rural. | [ 10 ]                            |
| 07/10/2023 | Chapecó (Linha Cachoeira)                                     | F1 | 0      | 0       | - Muitos postes destruídos. - Árvores arrancadas e/ou tombadas. | [ 202 ] [ 10 ]                    |
| 03/11/2023 | Cunha Porã                                                    | F0 | 0      | 0       | - Alguns danos leves registrados. | [ 203 ] [ 10 ]                    |
| 11/11/2023 | Tubarão                                                       | FU | 0      | 0       | - Alguns danos leves registrados. | [ 204 ] [ 10 ]                    |
| 11/11/2023 | Laguna                                                        | FU | 0      | 0       | - Observada em zona litorânea. | "Tromba-d'água"                   |
| 11/11/2023 | Imaruí                                                        | FU | 0      | 0       | - Observada em zona litorânea. | "Tromba-d'água"                   |
| 14/11/2023 | São João Batista                                              | F1 | 0      | 0       | - Galpões destruídos. - Residências danificadas. - Queda de árvores. - Evento interceptado e confirmado pela Conexão GeoClima. | [ 205 ] [ 10 ]                    |
| 16/11/2023 | Itá, Seara                                                    | F1 | 0      | 0       | - Zona florestal na área rural do município totalmente destruída. | [ 206 ] [ 10 ]                    |
| 16/11/2023 | Guaraciaba                                                    | F1 | 0      | 0       | - Igreja totalmente destruída. - Árvores retorcidas. | [ 207 ] [ 10 ]                    |
| 18/11/2023 | Urupema                                                       | F1 | 0      | 0       | - Uma residência destruída e outras danificadas. - Árvores arrancadas ou tombadas. | [ 208 ] [ 10 ]                    |
| 18/11/2023 | Balneário Gaivota, Sombrio                                    | F1 | 0      | 0       | - Destelhamento parcial ou total de residências e galpões. - Árvores arrancadas ou tombadas. | [ 209 ]                           |
| 28/11/2023 | Rio das Antas                                                 | F0 | 0      | 0       | - Danos parciais de residências e galpões. - Pomar destruído. - Ocorrência na zona rural do município. - Tornado do tipo não-supercelular (landspout). | [ 210 ]                           |
| 2024       |                                                               |    |        |         | |                                   |
| 24/01/2024 | Balneário Arroio do Silva, Balneário Gaivota                  | FU | 0      | 0       | - Duas tromba-d'águas afetando a mesma localização. | [carece de fontes?]               |
| 26/01/2024 | Florianópolis                                                 | FU | 0      | 0       | - Observado e registrado por câmeras. | [ 211 ]                           |
| 02/05/2024 | Passos Maia                                                   | FU | 0      | 0       | - Árvores arrancadas e tombadas. | [ 212 ]                           |

## São Paulo

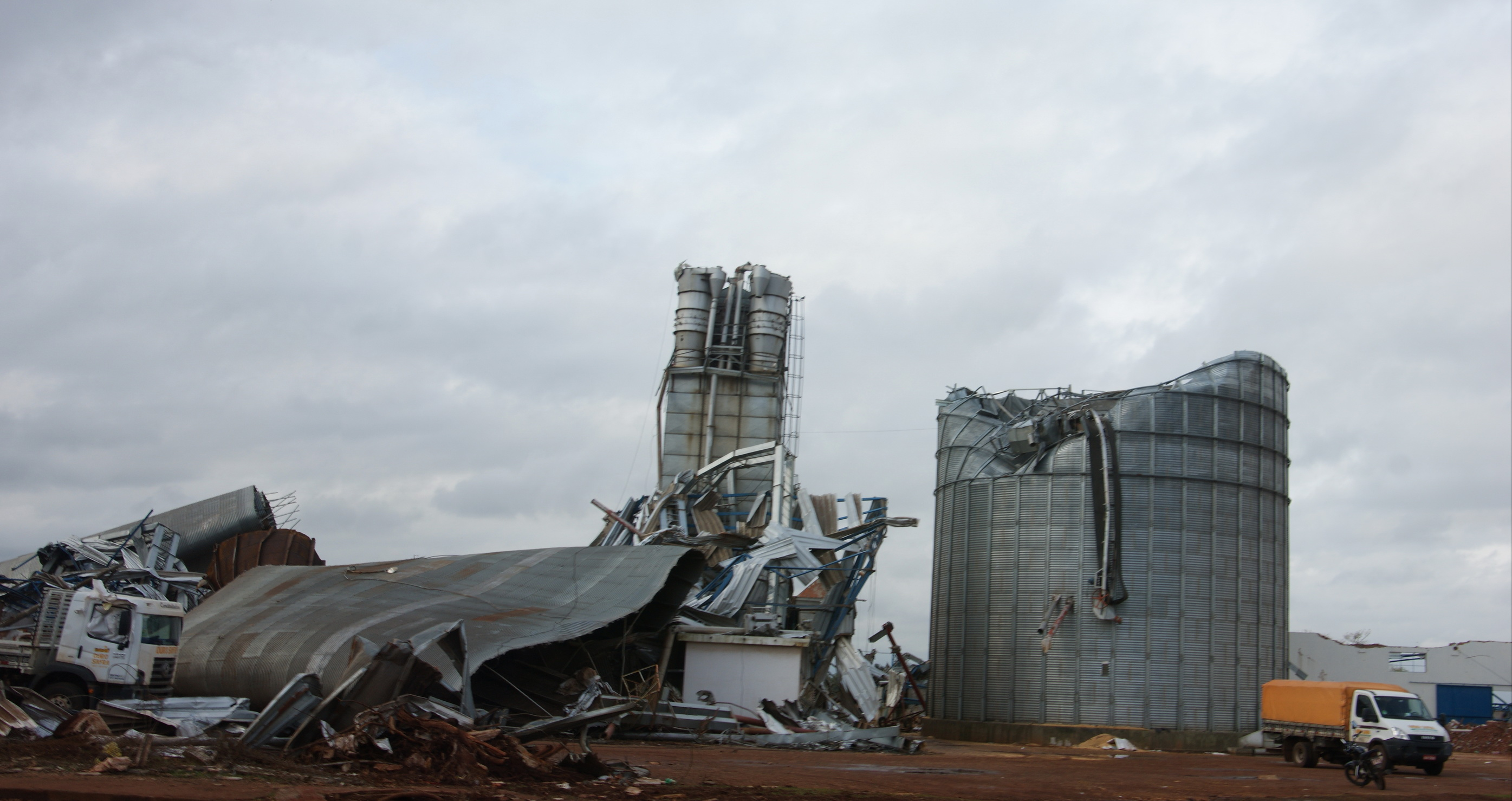
Destruição causada pelo tornado em Taquarituba em 22 de setembro de 2013

| Data       | Área                                                             | F# | Óbitos | Feridos | Impacto | Notas/Fontes                  |
| ---------- | ---------------------------------------------------------------- | -- | ------ | ------- | --- | ----------------------------- |
| 1876       |                                                                  |    |        |         | |                               |
| 07/08/1876 | Dois Córregos                                                    | FU | 0      | 0       | - Devastação extrema na vegetação, com muitas árvores "descascadas". - Ocorrência na zona rural. | [ 213 ]                       |
| 1877       |                                                                  |    |        |         | |                               |
| 20/06/1877 | São José dos Campos                                              | FU | 0      | 0       | - Vagões de trem jogados para fora dos trilhos. | [ 7 ]                         |
| 1889       |                                                                  |    |        |         | |                               |
| 27/06/1889 | Botucatu, Piracicaba, Limeira, Mogi-Mirim, Penha do Rio do Peixe | FU | 0      | 0       | - Destruição severa em muitos prédios e vegetações. - Rastro visível de destruição com largura de 60 metros. - É mais crível que este evento tenha sido uma onda de múltiplos tornados, ou um evento de bow-echo. | [ 7 ]                         |
| 1898       |                                                                  |    |        |         | |                               |
| 25/09/1898 | Araras, Lençois                                                  | FU | 0      | ~1      | - Destruição em várias residências. | [ 7 ]                         |
| 1915       |                                                                  |    |        |         | |                               |
| 01/05/1915 | Santos                                                           | FU | 2      | 3       | - Algumas árvores arrancadas e atiradas em dezenas de metros. Postes telefônicos destruídos. - Várias estruturas parcialmente ou totalmente destruídas. | Tromba-d'água                 |
| 1923       |                                                                  |    |        |         | |                               |
| 14/09/1923 | Chavantes, Ourinhos                                              | F3 | ~10    | >100    | - Inúmeras fazendas completamente varridas do mapa. - Vários animais e pessoas foram levadas e mortas pelo tornado. | [ 7 ]                         |
| 14/09/1923 | Capivari                                                         | FU | 0      | 0       | - Sem informações. | [ 35 ]                        |
| 1957       |                                                                  |    |        |         | |                               |
| 23/02/1957 | Ilha de Urubuquiçabas (Santos)                                   | FU | 0      | 0       | | [ 7 ]                         |
| 23/02/1957 | Ribeirão Preto                                                   | F0 | 0      | 0       | | [ 35 ]                        |
| 1985       |                                                                  |    |        |         | |                               |
| 17/02/1985 | São Paulo                                                        | FU | 0      | 0       | - Tromba-d'água. | [ 7 ]                         |
| 1987       |                                                                  |    |        |         | |                               |
| 15/05/1987 | Piedade                                                          | F3 | ?      | ?       | - Destruição extrema em mais de 40% do município. | [ 7 ]                         |
| 15/05/1987 | Peruíbe                                                          | FU | 0      | 0       | | [ 35 ]                        |
| 31/05/1987 | Piedade                                                          | F0 | 0      | 0       | - Alguns telhados danificados. | [ 7 ]                         |
| 1991       |                                                                  |    |        |         | |                               |
| 10/03/1991 | Boituva                                                          | FU | 0      | 0       | | [ 35 ]                        |
| 26/04/1991 | São Bernardo do Campo                                            | F3 | 0      | ?       | - Capotou e arremessou uma fileira de 20 caminhões, com peso de 25 toneladas cada. - Afetou o centro do município. | [ 7 ]                         |
| 30/09/1991 | Itu, Salto                                                       | F4 | 16     | ≥200    | - Capotamento de um ônibus e dezenas de carros arremessados a milhares de metros. - Destruição total ou parcial de mais de 2000 residências, muitas sobrando apenas os assoalhos; 1 grande hotel de luxo de ótima infraestrutura totalmente devastado e demolido pelo tornado; 1 escola agrícola completamente destruída. - Milhares de árvores e postes arrancados do solo e arremessados em centenas de metros; 20 torres de alta tensão destruídas na área rural do município. - Existe um debate entre meteorologistas sobre a classificação do tornado ser um F3 ou F4.                               | [ 216 ] [ 217 ]               |
| 30/11/1991 | Bauru (Zona Rural)                                               | FU | 0      | 0       | - Deixou uma trilha de 18 km de comprimento, por 500 metros de largura. - Foi provavelmente um F2 ou mais. | [ 7 ]                         |
| 30/11/1991 | ABC                                                              | F0 | 0      | 0       | | [ 35 ]                        |
| 1993       |                                                                  |    |        |         | |                               |
| 10/03/1993 | Cachoeira Paulista                                               | FU | 0      | 0       | - Ocorrência na zona rural. - Destruição de torres de transmissão e instalações rurais. | [ 7 ]                         |
| 1994       |                                                                  |    |        |         | |                               |
| 13/05/1994 | Ribeirão Preto                                                   | F2 | 3      | ?       | - Prejuízos muito graves. | [ 7 ]                         |
| 14/05/1994 | Bauru                                                            | F0 | 0      | 0       | | [ 7 ]                         |
| 14/05/1994 | Ribeirão Preto                                                   | FU | 0      | 0       | - Vários relatos de avistamento de um "funil", com alguns danos relatados. | [ 7 ]                         |
| 1995       |                                                                  |    |        |         | |                               |
| 27/11/1995 | Campinas                                                         | F1 | 0      | 0       | - Centro de convenções da UNICAMP destruído. - Queda de postes e 12 árvores. | [ 7 ]                         |
| 28/11/1995 | Paulínia                                                         | F3 | ?      | ?       | - Uma parte do município foi totalmente devastada. - Vários óbitos e feridos foram relatados, mas ainda sem informação. | [ 218 ]                       |
| 2001       |                                                                  |    |        |         | |                               |
| 04/05/2001 | Campinas                                                         | FU | 0      | 0       | - Evento de múltiplos tornados em São Paulo. | [ 7 ]                         |
| 04/05/2001 | Santa Bárbara D'Oeste                                            | FU | 0      | 0       | - Evento de múltiplos tornados em São Paulo. | [ 7 ]                         |
| 04/05/2001 | Sumaré                                                           | F3 | 1      | ≥20     | - Evento de múltiplos tornados em São Paulo. - Várias residências completamente destruídas. - Centenas de árvores e postes foram arrancados e arrastados. - Ocorrência durante a noite. | [ 7 ]                         |
| 04/05/2001 | Americana                                                        | FU | 0      | 0       | - Evento de múltiplos tornados em São Paulo. | [ 7 ]                         |
| 2002       |                                                                  |    |        |         | |                               |
| 16/02/2002 | São Sebastião                                                    | FU | 0      | 0       | | Tromba-d'água                 |
| 23/09/2002 | Colina, Barretos, Orlândia, São Joaquim da Barra                 | FU | 0      | 0       | - É mais crível que vários tornados tenham tocado o solo nesses municípios. - Queda de árvores, postes e torres de energia deixaram 11 municípios sem eletricidade. | [ 7 ]                         |
| 2004       |                                                                  |    |        |         | |                               |
| 29/03/2004 | Santos                                                           | FU | 0      | 0       | | Tromba-d'água                 |
| 19/04/2004 | São Paulo                                                        | F0 | 0      | 0       | - Embarcações danificadas e árvores derrubadas. | [ 7 ]                         |
| 19/04/2004 | Populina                                                         | FU | 0      | 0       | | [ 35 ]                        |
| 22/05/2004 | Ribeirão Preto                                                   | FU | 0      | 0       | - Ocorrência durante a madrugada, com danos severos na área afetada. | [ 7 ]                         |
| 25/05/2004 | Palmital                                                         | F3 | 4      | 25      | - Arremessou um ônibus de uma rodovia, resultando em 4 óbitos e 25 feridos. - Deixou um gigante rastro marcado em plantações, e intenso "ground scouring". | [ 7 ]                         |
| 25/05/2004 | Lençóis Paulista                                                 | F2 | 0      | 0       | - Plantações e propriedades completamente destruídas. | [ 7 ]                         |
| 25/05/2004 | Itu                                                              | FU | 0      | 0       | | [ 35 ]                        |
| 2005       |                                                                  |    |        |         | |                               |
| 02/01/2005 | Bertioga                                                         | FU | 0      | 0       | | [ 35 ]                        |
| 05/01/2005 | Campinas                                                         | FU | 0      | 0       | - Danos em prédios e residências. - Árvores derrubadas. | [ 7 ]                         |
| 17/03/2005 | Piracicaba                                                       | FU | 0      | 0       | - Ocorrência em área agrícola. | [ 7 ]                         |
| 04/05/2005 | Ilha Comprida                                                    | F3 | ?      | ?       | - Oficialmente classificado como F3, mas qualquer outra informação é totalmente desconhecida. | [ 35 ]                        |
| 10/05/2005 | Ubatuba (Praia Grande)                                           | FU | 0      | 0       | - É desconhecido se o tornado alcançou a faixa litorânea. | [ 7 ]                         |
| 24/05/2005 | Capivari                                                         | FU | 1      | 0       | - Evento de onda de tornados em vários municípios do estado de São Paulo. - 1200 residências destelhadas. - Dezenas de árvores arrancadas. | [ 7 ] [ 219 ]                 |
| 24/05/2005 | Indaiatuba                                                       | F3 | 1      | 11      | - Evento de onda de tornados em vários municípios do estado de São Paulo. - Tornado de média duração com vórtices múltiplos, afetou o extremo sudoeste do município de Indaiatuba, apenas na área industrial. - 220 postes de energia elétrica derrubados e/ou danificados. Torres de transmissão destruídas. - Cerca de 445 residências danificadas. - Veículos arremessados em dezenas de metros. - 36 empresas com danos, sendo 15 destruídas. - Derrubada de 18 vagões de trem estacionados, cada vagão pesando aproximadamente 25 toneladas. - Ao menos 60 pessoas ficaram desabrigadas.              | [ 7 ] [ 219 ]                 |
| 24/05/2005 | Itatiba                                                          | FU | 0      | 3       | - Evento de onda de tornados em vários municípios do estado de São Paulo. - Centenas de residências danificadas e/ou destruídas, deixando 230 pessoas desabrigadas. - Carros arremessados em vários metros. | [ 219 ]                       |
| 24/05/2005 | Bragança Paulista                                                | FU | 0      | 17      | - Evento de onda de tornados em vários municípios do estado de São Paulo. - 2 residências destelhadas; queda de muros e árvores. - Tombamento de dois ônibus e queda de postes. | [ 219 ]                       |
| 2006       |                                                                  |    |        |         | |                               |
| 08/01/2006 | Taubaté                                                          | F0 | 0      | 0       | - Alguns danos ligeiros. | [ 7 ]                         |
| 12/01/2006 | Martinópolis                                                     | FU | 0      | 0       | | [ 7 ]                         |
| 24/01/2006 | São José dos Campos                                              | F1 | 0      | 4       | - Destruição parcial ou total de galpões de indústrias, resultando em 4 feridos. - Árvores derrubadas. | [ 7 ]                         |
| 07/03/2006 | Marília                                                          | FU | 0      | 0       | - Mais de 100 residências afetadas. | [ 7 ]                         |
| 29/03/2006 | Piracicaba                                                       | F1 | 0      | 4       | - Atingiu o campus da Escola Superior de Agricultura Luiz de Queiroz (ESALQ), quebrando estufas, destelhando laboratórios e molhando equipamentos. - 350 mil toneladas de cana-de-açúcar tombadas. 2,7 mil árvores sofreram algum dano. - Acompanhado de uma forte tempestade supercelular, que causou intensa destruição no resto da cidade. Prejuízos ficaram acima de R$1,5 milhão. - Segundo o observatório da Esalq, Os ventos alcançaram até 158 km/h. Entretanto, esse era o valor-limite do medidor e o tornado passou sobre a estação meteorológica. Portanto, o valor pode ter sido ainda maior. | [ 7 ] [ 220 ] [ 221 ] [ 222 ] |
| 29/03/2006 | Santa Bárbara D'Oeste                                            | F1 | 1      | 15      | - Ocorrência por volta das 11h30. - Evento de múltiplos tornados em São Paulo. - Destruição muito severa em todo o município. | [ 7 ] [ 220 ]                 |
|            |                                                                  |    |        |         | |                               |
| 29/03/2006 | Santa Bárbara D'Oeste (Bairro Nova Conquista)                    | FU | 0      | 0       | - Evento de múltiplos tornados em São Paulo. | [ 220 ]                       |
|            |                                                                  |    |        |         | |                               |
| 29/03/2006 | Santa Bárbara D'Oeste                                            | FU | 0      | 0       | - Ocorrência em área agrícola. - Canas-de-açúcar envergadas. - Evento de múltiplos tornados em São Paulo. | [ 220 ]                       |
| 2007       |                                                                  |    |        |         | |                               |
| 19/01/2007 | Promissão                                                        | F1 | 0      | 0       | - 150 pessoas desabrigadas. Ocorrência durante a madrugada. | [ 7 ]                         |
| 03/02/2007 | Franca                                                           | FU | 0      | 0       | - Tocou o solo por poucos segundos. | [ 7 ]                         |
| 09/03/2007 | Peruíbe                                                          | F1 | 0      | 0       | - 80 residências destelhadas, 35 postes derrubados. - Um ginásio foi parcialmente destruído. | [ 7 ]                         |
| 28/10/2007 | Ribeirão Preto                                                   | F0 | 0      | 0       | - Vários galhos derrubados de árvores. - Acompanhado de granizo. | [ 7 ]                         |
| 01/11/2007 | Campinas (Barão Geraldo)                                         | F0 | 1      | 0       | - Muitas árvores derrubadas. Uma delas atingindo um carro, resultando em 1 fatalidade. | [ 7 ] [ 223 ]                 |
| 02/11/2007 | Guzolândia                                                       | F1 | 0      | 0       | - Várias residências destelhadas. - Caída de árvores e postes. - Fábrica de roupas destruída. - Evento rápido. Ocorreu durante a noite. | [ 7 ] [ 224 ]                 |
| 2008       |                                                                  |    |        |         | |                               |
| 17/11/2008 | Ilha Comprida                                                    | FU | 0      | 0       | - Duas largas e simultâneas tromba-d'águas, de origem supercelular. | Tromba-d'água                 |
| 17/11/2008 | Ilha Comprida                                                    | FU | 0      | 0       | - Duas largas e simultâneas trombas-d'água, de origem super-celular. | Tromba-d'água                 |
| 22/04/2008 | Cesário Lange                                                    | FU | 0      | 0       | - Observado em uma zona do município. | [ 7 ]                         |
| 06/11/2008 | Cachoeira Paulista                                               | FU | 0      | 0       | - Múltiplos downbursts e 1 evento tornádico. - Deixou um rastro visível de destruição durante sua trajetória. | [ 7 ]                         |
| 15/11/2008 | Itupeva                                                          | F1 | 0      | 0       | - Destruição de uma creche. | [ 7 ]                         |
| 25/12/2008 | Lins                                                             | F0 | 0      | 0       | - Árvores quebradas. Ocorrência na zona rural. - Observado visualmente e filmado por centenas de pessoas. | [ 7 ]                         |
| 2009       |                                                                  |    |        |         | |                               |
| 20/01/2009 | Rodovia Castelo Branco                                           | FU | 0      | 0       | - Observado em uma rodovia, na zona rural. | [ 7 ]                         |
| 14/02/2009 | São José do Rio Preto                                            | FU | 0      | 0       | - Observado e registrado em vídeo. | [ 7 ]                         |
| 01/03/2009 | Buri                                                             | FU | 0      | 0       | - Observado e registrado em vídeo. | [ 7 ]                         |
| 23/03/2009 | São Paulo (Bairro Moema)                                         | FU | 0      | 0       | - Observado visualmente por várias pessoas. | [ 7 ]                         |
| 07/09/2009 | Echaporã, Platina                                                | FU | 0      | 0       | - Tornado confirmado pelo IPMET por meio de dados de radares meteorológicos. - Tornado produzido por uma supercélula na zona rural entre Echaporã e Platina. Danos em vegetação e árvores grandes arrancadas e arremessadas. | [ 225 ]                       |
| 19/10/2009 | Ilha Solteira                                                    | FU | 0      | 0       | - Ocorrência na zona rural. | [ 7 ]                         |
| 04/12/2009 | Presidente Epitácio                                              | FU | 0      | 0       | - Observado visualmente e registrado em vídeo. | [ 7 ]                         |
| 20/12/2009 | São Carlos                                                       | FU | 0      | 0       | - Observado visualmente e registrado em vídeo. | [ 7 ]                         |
| 2010       |                                                                  |    |        |         | |                               |
| 16/01/2010 | São José dos Campos                                              | FU | 0      | 0       | - Observado visualmente e registrado em vídeo. | [ 7 ]                         |
| 23/01/2010 | Ubatuba                                                          | FU | 0      | 0       | | Tromba-d'água                 |
| 18/05/2010 | Paranapanema                                                     | FU | 0      | 0       | - Observado visualmente e registrado em vídeo. | [ 7 ]                         |
| 07/12/2010 | São José dos Campos                                              | FU | 0      | 0       | - Observado visualmente e registrado em vídeo. | [ 7 ]                         |
| 13/12/2010 | Campinas                                                         | FU | 0      | 0       | - Intensa destruição. - Capotamento de carros. | Gustnado                      |
| 2011       |                                                                  |    |        |         | |                               |
| 24/06/2011 | Mogi-Mirim                                                       | FU | 0      | 0       | - Tornado do tipo não-supercelular (landspout). - Foi fotografado durante uma tempestade severa. | [ 226 ]                       |
| 2012       |                                                                  |    |        |         | |                               |
| 31/12/2012 | Cândido Mota                                                     | FU | 0      | 0       | - Vários postes, árvores e torres de transmissão destruídas na zona rural. | [ 227 ]                       |
| 31/12/2012 | Limeira                                                          | F1 | 0      | 0       | - Tornado do tipo não-supercelular (landspout). - Danos em um rancho na zona rural. | [ 228 ]                       |
| 2013       |                                                                  |    |        |         | |                               |
| 22/09/2013 | Taquarituba                                                      | F3 | 2      | ≥60     | - Destruição parcial e/ou total de centenas de residências e várias outras edificações. | [ 229 ]                       |
| 2015       |                                                                  |    |        |         | |                               |
| 10/09/2015 | Panorama                                                         | F2 | 0      | 1       | - Estágio inicial em Brasilândia, MS. - Observado visualmente e registrado em vídeo. - Várias casas destelhadas, muros derrubados e árvores arrancadas. | [ 230 ]                       |
| 2016       |                                                                  |    |        |         | |                               |
| 05/06/2016 | Campinas (Bairro "Taquaral")                                     | F1 | 0      | ±5      | - Onda de tornados que atingiu a região durante a noite do dia 4 de junho e madrugada do dia seguinte. - Destelhamento de residências e comércios. Mais de 100 árvores foram derrubadas pela força dos ventos. - Pedaços do telhado do Galleria Shopping de Campinas se desprenderam e voaram. - Seguiu um caminho curto e estreito pelo bairro Taquaral. - Acompanhado de downbursts úmidos. | [ 231 ] [ 232 ] [ 233 ]       |
| 05/06/2016 | São Roque                                                        | FU | 1      | ≥10     | - Onda de tornados que atingiu a região durante a noite do dia 4 de junho e madrugada do dia seguinte. - Residências e outras edificações completamente destruídas, e áreas florestais destruídas. | [ 234 ]                       |
| 05/06/2016 | Atibaia                                                          | FU | 0      | 0       | - Onda de tornados que atingiu a região durante a noite do dia 4 de junho e madrugada do dia seguinte. - Residências parcialmente destruídas, e muitas árvores e postes derrubados. - Confirmado pela Defesa Civil (S2iD) como tornado. | [ 235 ]                       |
| 05/06/2016 | Jarinu                                                           | F2 | 1      | ~50     | - Onda de tornados que atingiu a região durante a noite do dia 4 de junho e madrugada do dia seguinte. - Prejuízo em mais de R$ 18.000.000 no município. | [ 236 ] [ 237 ]               |
| 21/08/2016 | Águas de Lindóia                                                 | FU | 1      | 2       | - Residência em uma granja ficou completamente destruída. - Galpões da granja foram destruídos. - Árvores arrancadas e retorcidas. - Tombamento de veículos. - Oficialmente classificado como "turbilhão de vento" pela Defesa Civil. | [ 238 ]                       |
| 2017       |                                                                  |    |        |         | |                               |
| 18/02/2017 | São Miguel Arcanjo                                               | F0 | 0      | 0       | - Tornado do tipo não-supercelular (landspout). - Danos leves em barracões. | [ 239 ]                       |
| 2018       |                                                                  |    |        |         | |                               |
| 13/06/2018 | Ibiúna (Areia Vermelha)                                          | FU | 0      | 0       | - Tornado largo, nítido e super-celular observado e recordado por vários moradores do município. - Acompanhado de intensa tempestade de vento, depois da dissipação do tornado. | [ 240 ] [ 10 ]                |
| 2019       |                                                                  |    |        |         | |                               |
| 30/01/2019 | São Paulo (Campo de Marte)                                       | FU | 0      | 0       | - Danos intensos no Aeroporto do Campo de Marte. - Tornado supercelular foi recordado em vídeo, se aproximando do aeroporto. | [ 241 ] 2021                  |
| 26/11/2021 | Duartina                                                         | F1 | 0      | 0       | - Danos intensos em um sítio na zona rural do município. Confirmado pela PREVOTS. | [ 242 ] [ 10 ]                |